# البرتغال
البُرتُغال (بالبرتغالية Portugal تلفظ [puɾtuˈɡaɫ])، ورسميا الجُمْهُوريَّة البُرتُغالية (بالبرتغالية República Portuguesa تلفظ [ʁɛˈpublikɐ puɾtuɡezɐ])، بلد يقع في جنوب غرب أوروبا في شبه الجزيرة الإيبيرية. البرتغال هي أقصى دول أوروبا باتجاه الغرب، ويحدها المحيط الأطلسي إلى الغرب والجنوب وإسبانيا من الشمال والشرق. كما أن أرخبيلي جزر الأزور وماديرا في المحيط الأطلسي هما أيضًا جزء من البرتغال وهما منطقتان متمتعتان بالحكم الذاتي. لشبونة هي العاصمة وأكبر مدنها، تليها بورتو، وهي المنطقة الحضرية الوحيدة الأخرى.
استوطنت الأرض داخل حدود البرتغال الحالية بشكل مستمر منذ عصور ما قبل التاريخ. في عام 29 ق م قطن البلاد الغاليسيون واللوسيتانيين عندما تم دمجها في الإمبراطورية الرومانية باسم مقاطعة لوسيتانيا وجزء من مقاطعة غاليسيا. أثر المستوطنون الرومان بشدة في الثقافة البرتغالية، وخاصة اللغة البرتغالية والتي يستمد معظمها من اللاتينية. في القرن الخامس وبعد سقوط الإمبراطورية الرومانية، خضعت المنطقة لعدة شعوب جرمانية أبرزها السويبيون والقوط الغربيون. في أوائل القرن الثامن غزا المسلمون تلك الممالك الجرمانية وسيطروا على معظم شبه الجزيرة الإيبيرية.
خلال فترة سقوط الأندلس، استوطنت البرتغال كجزء من مملكة غاليسيا. تم الاعتراف بتأسيس المملكة عام 1143 واستقرت حدودها بحلول عام 1249، وهي بذلك تدعي كونها أقدم دولة قومية أوروبية. في القرنين الخامس عشر والسادس عشر ونتيجة للاستكشاف البحري توسعت البرتغال لتصبح إمبراطورية عالمية شملت ممتلكاتها أراض في أفريقيا وآسيا وأمريكا الجنوبية، وأصبحت قوة عالمية كبرى اقتصادياً وسياسياً وعسكرياً. كانت الإمبراطورية البرتغالية أولى الإمبراطوريات العالمية، وأطولها عمراً. في عام 1580 بعد أزمة الخلافة على العرش اتحدت مع إسبانيا لفترة عرفت بالاتحاد الإيبيري، ولكن في عام 1640 نالت استقلالها التام خلال حرب الاستعادة البرتغالية والتي أدت إلى إنشاء سلالة جديدة والعودة إلى الفصل السابق بين الإمبراطوريتين.
أدى كل من زلزال لشبونة عام 1755 والغزوات الإسبانية والفرنسية، والتي تلاها فقدان البرتغال لكبرى مستعمراتها البرازيل، أدى ذلك كله إلى تدهور الاستقرار السياسي والنمو الاقتصادي فضلاً عن تراجع مكانة البرتغال الدولية كقوة عالمية خلال القرن التاسع عشر. بعد الإطاحة بالنظام الملكي في عام 1910، برزت جمهورية ديمقراطية غير مستقرة استبدلت بدكتاتورية «استادو نوفو». بعد الحرب البرتغالية الاستعمارية وثورة القرنفل في عام 1974، استعادت البلاد الديمقراطية وتنازلت عن المقاطعات ما وراء البحار المتبقية (أبرزها أنغولا وموزمبيق وغينيا البرتغالية في أفريقيا) وسلمت ماكاو إلى الصين في عام 1999.
تعد البرتغال من البلدان المتقدمة، وتحتل المرتبة 19 عالميًا من حيث جودة الحياة، وفقاً لوحدة معلومات الايكونومست. تصنف أيضًا الدولة 13 الأكثر سلمية والبلد الثامن الأكثر عولمة. هي عضو في الاتحاد الأوروبي (انضمت للسوق الأوروبية المشتركة في عام 1986، وتركت الرابطة الأوروبية للتجارة الحرة حيث كانت عضوًا مؤسسًا في 1960) والأمم المتحدة، وكذلك أحد الأعضاء المؤسسين للاتحاد اللاتيني ومنظمة الدول الأيبيرية الأمريكية ومنظمة التعاون والتنمية الاقتصادية ومنظمة حلف شمال الأطلسي ومجموعة البلدان المتحدثة بالبرتغالية ومنطقة اليورو وأيضًا من دول الشنغن.

## التاريخ

### التاريخ المبكر

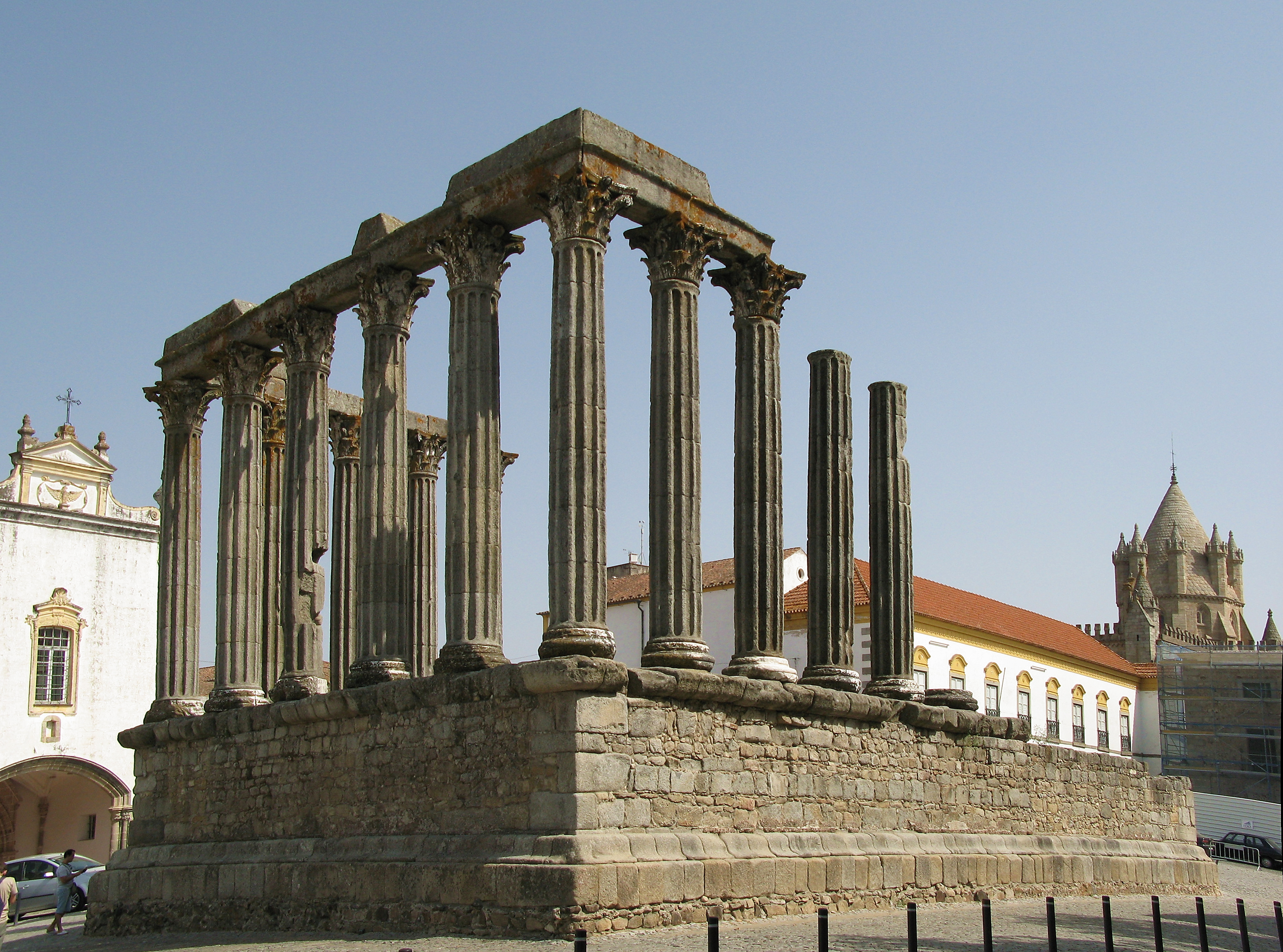
المعبد الروماني ديانا في إفورا.

تشترك البرتغال في تاريخها المبكر مع بقية شبه الجزيرة الأيبيرية. يشتق الاسم البرتغال من الاسم الروماني بورتوس كال. أما في الروايات العربية فيقال أن هذه التسمية تعود إلى وفرة أشجار البرتقال وسماها العرب بلاد البرتقال. استوطن المنطقة السلتيون والشعوب التي سبقتهم، مما أدى إلى ظهور الغاليسيين واللوسيتانيين والسلتيسيين والسينيتيين، بالإضافة إلى شعوب أخرى واردة مثل الفينيقيين والقرطاجيين. خضعت المنطقة للحكم الروماني تحت اسم لوسيتانيا من 45 ق م حتى 298 م، حيث استوطنها السويبيون والبوريون والقوط الغربيون وفتحها لاحقاً المسلمون. من التأثيرات الأخرى الأقل أهمية هي بعض بقايا القرن الخامس من مستوطنات ألان والتي تم العثور عليها في ألنكير وكويمبرا وحتى في لشبونة.

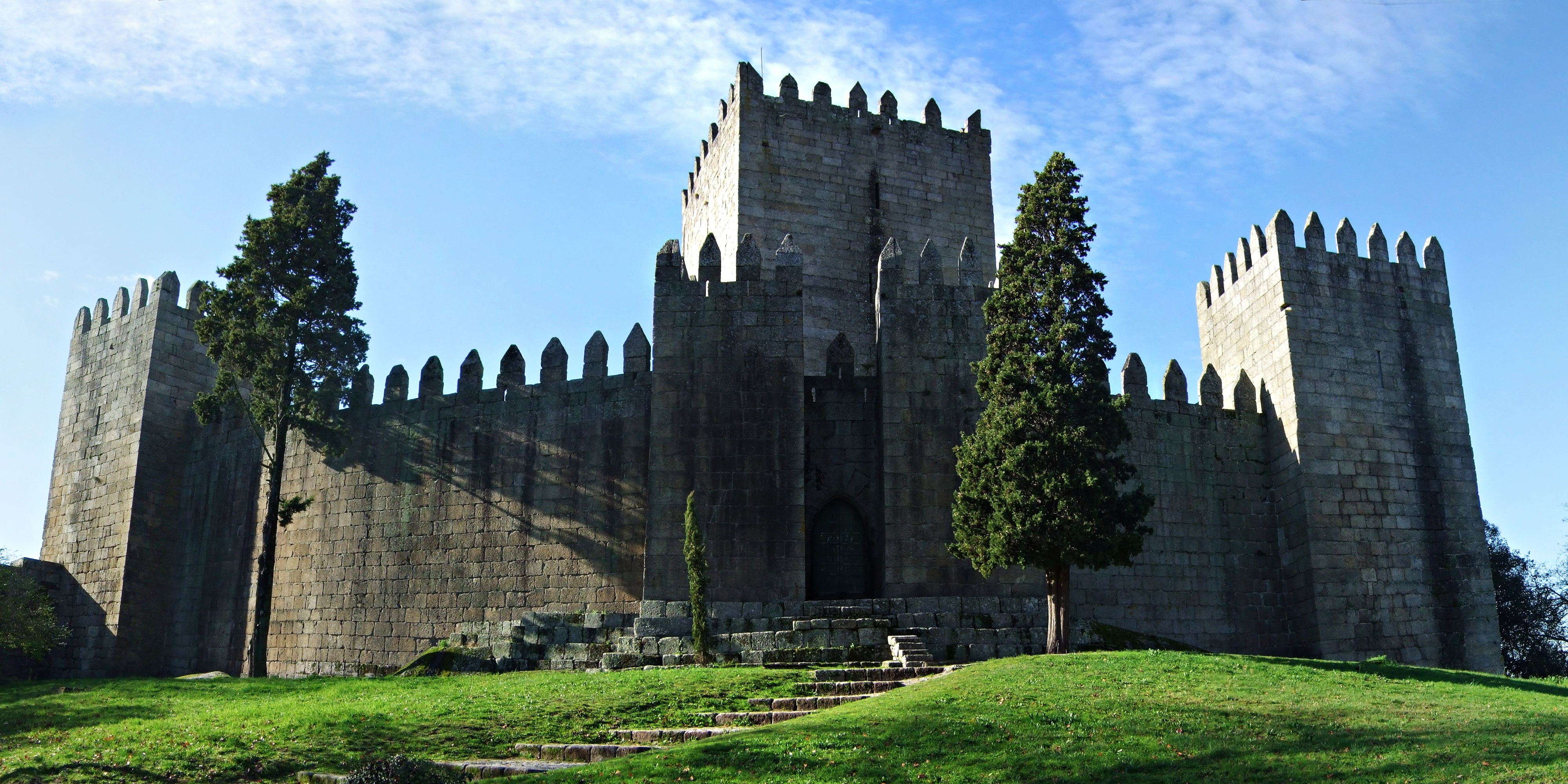
قلعة غيمارايس، تعرف المدينة بكونها مهد البرتغال.

### سقوط الأندلس
خلال فترة سقوط الأندلس، سيطر المسيحيون الأوروبيون على شبه الجزيرة الإيبيرية من المرابطين المسلمين. في عام 868، تم تشكيل أولى مقاطعات البرتغال. يعتبر عادة الانتصار على المسلمين في معركة أوريكي عام 1139 المناسبة التي حولت مقاطعة البرتغال من إقطاعية لمملكة ليون إلى مملكة البرتغال المستقلة.
في 24 يونيو 1128، وقعت معركة ساو ماميد قرب غيمارايس. هزم أفونسو أنريكي كونت البرتغال، والدته الكونتيسة تيريزا وعشيقها فيرناو بيريس دي ترافا، معلنأ نفسه الزعيم الأوحد. أعلن أفونسو أنريكي رسمياً استقلال البرتغال عندما أعلن نفسه ملكاً على البرتغال في 25 يوليو 1139 بعد معركة أوريكي. اعترف به عام 1143 ألفونسو السابع ملك ليون وقشتالة وفي 1179 من قبل البابا الكسندر الثالث.
اندفع أفونسو أنريكي وخلفائه مدعومين بنظام الرهبانية العسكري جنوباً لطرد المسلمين، حيث كانت مساحة البرتغال نصف مساحتها الحالية. في 1249 انتهى التوسع البرتغالي مع الاستيلاء على الغارف بقيادة ألفونسو الثالث على الساحل الجنوبي مما أعطى البرتغال حدودها في الوقت الحاضر مع استثناءات طفيفة.
بين عامي 1348- 1349 وعلى غرار بقية أوروبا، فقد دمّر الطاعون البرتغال. وفي 1373 أقامت البرتغال معاهدة مع إنجلترا وبعدها في 1387 تم إرساء التحالف الأنجلو-البرتغالية من اعظم التحالف في العالم.
في عام 1383 ادعى ملك قشتالة وهو زوج أبنة الملك البرتغالي الذي توفي دون وريث ذكر، حقه في العرش. قامت حينها ثورة شعبية أدت إلى أزمة 1383-1385. هزم فصيل من النبلاء البسطاء والعوام بقيادة جون من أفيز (في وقت لاحق جواو الأول) مؤيداً بالجنرال نونو ألفارس بيريرا هزموا القشتاليين في معركة ألجوباروتا. يحتفل بهذه المعركة كرمز للمجد والنضال من أجل الاستقلال عن إسبانيا المجاورة.

### عهد الاستكشاف والاستعمار
في العقود التالية، قادت البرتغال استكشاف العالم وبدأ عصر الاستكشاف. أصبح الأمير هنري الملاح ابن الملك جواو الأول، الراعي الرئيسي في هذا المسعى.
في سنة 1415، غزت البرتغال أولى مستعمراتها وراء البحار مدينة سبتة والتي كانت بدورها أكبر مركز تجاري إسلامي مزدهر في شمال أفريقيا. ومن هناك تابعت اكتشافاتها الأولى في المحيط الأطلسي: ماديرا وجزر الأزور والتي أدت إلى حركات الاستعمار الأولى.

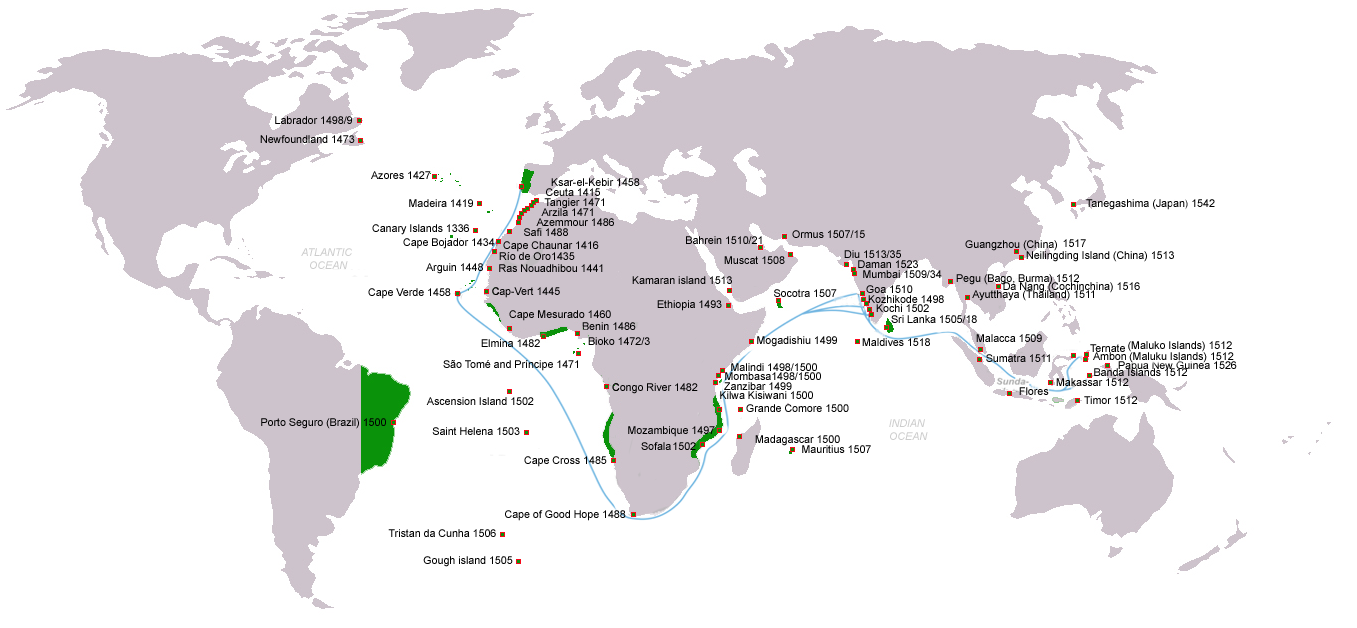
الاكتشافات البرتغالية: الأماكن والتواريخ؛ طرق التجارة الرئيسية في المحيط الهندي (أزرق)؛ مناطق تبعت للإمبراطورية البرتغالية تحت حكم الملك جون الثالث (1521–1557) (أخضر).

خلال القرن الخامس عشر أبحر المستكشفون البرتغاليون على طول ساحل أفريقيا. أقاموا مراكز تجارية لأنواع عديدة من السلع القابلة للتداول في ذلك الوقت، بدءاً من الذهب للعبيد وذلك في طريقهم إلى الهند وتوابلها، والتي كانت أوروبا تهيم بها دوماً.
عمدت معاهدة تورديسيلاس إلى حل النزاع الذي حصل بعد عودة كريستوفر كولومبوس. وقعت المعاهدة في 7 يونيو 1494 والتي قسمت العالم خارج أوروبا في احتكار ثنائي حصري بين البرتغاليين والأسبان على طول خط الطول بين الشمال والجنوب 370 فرسخ أو 970 ميل (1,560 كـم) غربي جزر الرأس الأخضر.
في سنة 1498، وصل فاسكو دا غاما أخيراً إلى الهند، وبدأ الرخاء الاقتصادي يسود سكان البرتغال البالغ عددهم 1.5 مليون نسمة آنذاك.
وفي سنة 1500 اكتشف بيدرو ألفاريز كابرال البرازيل لصالح البرتغال. وبعدها بعشرة أعوام قام ألفونسو دي ألبوكيرك بغزو غوا في الهند ومضيق هرمز على الخليج العربي وملقا في ماليزيا الحالية. هكذا سيطرت الإمبراطورية البرتغالية على التجارة في المحيط الهندي وجنوب المحيط الأطلسي. حاول البحارة البرتغاليون الوصول إلى شرق آسيا بالإبحار شرقاً من أوروبا حاطين في أماكن مثل تايوان واليابان وجزيرة تيمور وربما كانوا أول الأوروبيين اكتشافاً لأستراليا وحتى نيوزيلندا.
حددت معاهدة سرقسطة الموقعة في 22 أبريل 1529 بين البرتغال وإسبانيا خط ترسيم الحدود المنصوص عليها في معاهدة تورديسيلاس. فأعطى جزر الملوك إلى البرتغال والفلبين لإسبانيا. ساهمت كل تلك الحقائق في جعل البرتغال قوة كبرى في العالم من الناحية الاقتصادية والعسكرية والسياسية من القرن الخامس عشر إلى بداية القرن السادس عشر.

### الاتحاد مع إسبانيا ومحاولة الاستقلال
انقطع استقلال البرتغال بين 1580 و 1640، بسبب مقتل الملك سيباستيان في معركة وادي المخازن في المغرب. استولى فيليب الثاني ملك إسبانيا على عرش البرتغال بعد أزمة خلافة البرتغالية (1580) وأصبح بذلك فيليب الأول ملك البرتغال. على الرغم من أن البرتغال لم تخسر استقلالها الرسمي، فإنها خضعت لنفس الملك الذي حكم إسبانيا، وبالتالي تشكل اتحاد لفترة وجيزة بين المملكتين كاتحاد شخصي.

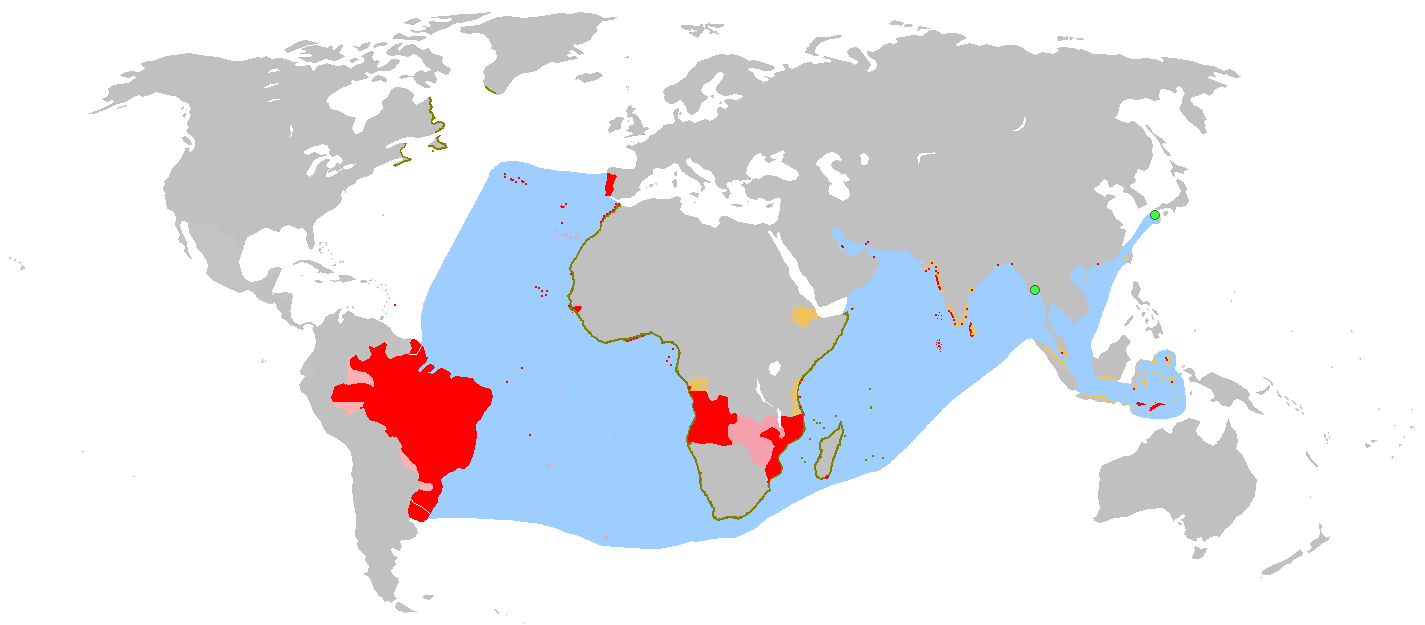
خريطة للإمبراطورية البرتغالية (1415–1999). الأحمر– الممتلكات الفعلية؛ الزيتوني– الاستكشافات؛ البرتقالي– مناطق التجارة والنفوذ؛ الوردي- المطالب بالسيادة؛ الأخضر– مركز تجارية؛ الأزرق- الاستكشافات والطرق البحرية الرئيسية ومناطق النفوذ

اتحاد التيجان حرم البرتغال من سياسة خارجية مستقلة، وأدى إلى تورط البلاد في حرب السنوات الثمانين وهي الحرب التي خاضتها أوروبا في ذلك الوقت بين إسبانيا وهولندا. أدت الحرب إلى تدهور في العلاقات مع الحليف الأقدم للبرتغال ألا وهي إنكلترا وفقدانها لهرمز أيضاً. بين 1595-1663 وبسبب الحرب الهولندية البرتغالية قامت الشركات الهولندية بمهاجمة المستعمرات البرتغالية وسفن شحنهم، ومصالحهم التجارية في البرازيل وأفريقيا والهند والشرق الأقصى، وتحالفوا مع منافسيهم من الزعماء المحليين، وفككوا احتكار تجارة البرتغال في آسيا. فقد تعرضت مستوطنات الإمبراطورية البرتغالية الساحلية والمكشوفة للسقوط الواحدة تلو الأخرى، مما أثبت أنها هدفا أسهل من الإمبراطورية الأسبانية.
في 1640، قاد جون الرابع حفيد كاترين، دوقة براغانزا التي هي مانويل الأول انتفاضة مدعومة النبلاء الساخطين وأصبح الملك المعلن. انتهت حرب الاستعادة البرتغالية بين البرتغال وإسبانيا أعقاب ثورة 1640، بعد 60 عاماً من الاتحاد الإيبيري تحت حكم آل هابسبورغ. كانت هذه بداية لبيت براغانزا، الذين حكموا البرتغال حتى عام 1910. في 1 نوفمبر 1755 ضرب زلزال عنيف مدينة لشبونة، وهي أكبر مدينة وعاصمة الإمبراطورية البرتغالية، مما أدى إلى مقتل الآلاف ودمار أجزاء كبيرة من المدينة. في 1762 غزت إسبانيا الأراضي البرتغالية كجزء من حرب السنوات السبع، لكن وبحلول عام 1763 عاد الوضع بين البلدين إلى ما كان عليه قبل الحرب.
خلال القرن الثامن عشر هاجر ما يقرب من 400,000 شخص إلى البرازيل. وفي خريف عام 1807، تحركت القوات الفرنسية بقيادة نابليون لغزو إسبانيا والبرتغال. استطاعت القوات البريطانية البرتغالية بين 1807-1811 من صد الغزو الفرنسي.

### استقلال البرازيل

البرازيل سنة 1822 فقط قبل استقلالها.

بدأت البرتغال في انحدار بطيء قاس حتى القرن العشرون. تسارع هذا التراجع سنة 1822 بسبب استقلال أكبر مستعمراتها البرازيل. في عام 1807 عندما حاصرت جيوش نابليون العاصمة البرتغالية لشبونة، فر الأمير الحاكم جواو من البرتغال إلى البرازيل. أنشئ هناك ريو دي جانيرو عاصمة للإمبراطورية البرتغالية والتي سميت سنة 1815 بالمملكة المتحدة من البرتغال والبرازيل والغرب.
نظراً لوصول العائلة المالكة البرتغالية وفإن الحالة البرازيلية الإدارية والمدنية والاقتصادية والعسكرية والتعليمية تطورت جداً. قاتل البرتغاليون وحلفائهم البريطانيون ضد الغزو الفرنسي للبرتغال وبحلول سنة 1815 تراجعت حدة الصراع في أوروبا بما فيه الكفاية ليعود جواو السادس بأمان إلى لشبونة. مع ذلك فإن ملك البرتغال بقي في البرازيل حتى الثورة الليبرالية في عام 1820 والتي بدأت في بورتو وطالبت بعودته إلى لشبونة في عام 1821.
هكذا عاد جواو السادس إلى البرتغال وترك ابنه بيدرو مسؤولاً عن البرازيل. عندما حاول كورتيس البرتغالي في العام التالي إعادة البرازيل إلى وضعها السابق كإمارة برتغالية بدلاً من مملكة، أعلن ابنه بيدرو وبدعم ساحق من النخبة البرازيلية استقلال البرازيل عن البرتغال. كانت سيسبلاتينا (دولة الأوروغواي حالياً) في الجنوب آخر الإضافات إلى البرازيل تحت الحكم البرتغالي. واعترفت بها من خلال معاهدة ريو دي جانيرو عام 1825.

### الاستعمار البرتغالي لإفريقيا

الخريطة الوردية تظهر ادعاء البرتغال الفاشل في امتلاكها الأرض بين أنغولا والموزامبيق في الشطر الثاني من القرن التاسع عشر.

في ذروة الاستعمار الأوروبي في القرن التاسع عشر كانت البرتغال قد خسرت أراضيها في أمريكا الجنوبية وأغلبها في آسيا. كانت لواندا وبنغيلا وبيساو ولورينزو ماركيز وبورتو أمبويم وجزيرة موزامبيق من بين أقدم المدن البرتغالية في الأراضي الأفريقية. خلال هذه المرحلة ركز البرتغال نشاطها الاستعماري في إفريقيا إلى أراض أكبر لتستطيع المنافسة مع الدول الأوروبية الأخرى.
رسمت حدود المستعمرات البرتغالية مع مؤتمر برلين لسنة 1884 بناء على طلب من البرتغال لحماية مصالح قرون طويلة في القارة من منافسة القوى الاستعمارية الأخرى. أنشئت المدن البرتغالية في إفريقيا مثل نوفا لشبونة وسا دا بانديرا وسيلفا بورتو ومالانجي وتيتي وفيلا جونكيرو وفيلا بيري وفيلا كابرال أو أعيد تطويرها خلال هذه الفترة وما بعدها. كما تم تأسيس مدن ساحلية جديدة مثل بيرا وموساميديس ولوبيتو وجواو بيلو وناكالا وبورتو اميليا. حتى قبل مطلع القرن العشرين بدأت خطوط السكك الحديدية مثل تلك في بنغيلا في أنغولا وبيرا في موزمبيق لربط المناطق الساحلية بمناطق داخلية محددة.
حلقة أخرى من هذه الفترة من الوجود البرتغالي في إفريقيا تشمل إنذار 1890 البريطاني الذي أجبر القوات العسكرية البرتغالية على التراجع عن الأراضي الواقعة بين المستعمرات البرتغالية في موزامبيق وأنغولا (أغلب زيمبابوي الحالية وزامبيا) والتي طالبت بها البرتغال وشملتها «الخريطة الوردية» والتي تداخلت مع التطلعات البريطانية لإنشاء سكة حديد القاهرة إلى كيب تاون. كانت الأراضي البرتغالية في إفريقيا الرأس الأخضر وساو توميه وبرينسيب وغينيا البرتغالية وأنغولا وموزامبيق. كانت القلعة الصغيرة ساو جواو بابتيستا دي أجودا على ساحل داهومي أيضاً تحت الحكم البرتغالي. بالإضافة إلى ذلك فإن البلد كان لا يزال يحكم الأراضي الآسيوية في الهند البرتغالية آنذاك تيمور البرتغالية وماكاو.

### تبدلات نظام الحكم

خريطة المستعمرات البرتغالية في أفريقيا خلال حرب المستعمرات (1961–1974).

في 1 شباط / فبراير 1908، اغتيل الملك كارلوس الأول ملك البرتغال وولي عهده الأمير لويس فيليبي في لشبونة. في عام 1910، خلعت الثورة الملكية البرتغالية الملك الأخير مانويل الثاني ولكن الفوضى استمرت خلال الجمهورية الأولى وعانت من مشاكل اقتصادية كبيرة تفاقمت جراء التدخل العسكري في الحرب العالمية الأولى والتي أدت إلى الانقلاب العسكري الذي وقع في 1926. أدى هذا بدوره إلى إنشاء ديكتاتورية يمينية نوفو استادو تحت حكم أنطونيو سالازار. كانت البرتغال واحدة من خمس دول أوروبية حافظت على الحياد في الحرب العالمية الثانية. من الأربعينيات وحتى الستينيات ساهمت البرتغال في تأسيس منظمة حلف شمال الأطلسي ومنظمة التعاون والتنمية الاقتصادية والرابطة الأوروبية للتجارة الحرة.
في عام 1961، أدى ضم ساو جواو بابتيستا دي أجودا إلى داهومي (بنين الحالية) إلى بدء عملية أدت إلى حل نهائي للإمبراطورية البرتغالية. وفقاً لتعداد عام 1921 ضمت ساو جواو باولو بابتيستا دي أجودا 5 أشخاص وعند الإنذار من قبل حكومة داهومي قطنها شخصان فقط يمثلون السيادة البرتغالية. حصل تراجع قسري آخري من المستعمرات في ديسمبر كانون الأول عام 1961 عندما شارك الجيش والبحرية البرتغالية في النزاع المسلح في مستعمراتها في الهند البرتغالية ضد الغزو الهندي.
أسفرت العمليات إلى هزيمة الحامية البرتغالية المعزولة والصغيرة نسبياً والتي اضطرت للاستسلام. كانت النتيجة خسارة الأراضي البرتغالية في شبه القارة الهندية. وأيضاً في أوائل الستنيات أدت حركات الاستقلال في مقاطعات ما وراء البحار البرتغالية في أنغولا وموزامبيق وغينيا في أفريقيا إلى الحرب المستعمرات البرتغالية (1961-1974). طوال فترة حرب المستعمرات اضطرت البرتغال للتعامل مع المعارضة المتزايدة والحظر على الأسلحة والعقوبات الأخرى التي فرضها المجتمع الدولي.
في أبريل 1974 قاد اليساريون انقلاباً أبيضاً في لشبونة، والذي يعرف باسم ثورة القرنفل والذي قاد الطريق للديمقراطية الحديثة فضلاً عن استقلال المستعمرات السابقة في أفريقيا وبعد عامين من الفترة الانتقالية المعروفة باسم (العملية الثورية المستمرة) والتي تميزت بالاضطرابات الاجتماعية والنزاعات على السلطة بين اليسار واليمين. حاولت بعض الفصائل بما في ذلك الحزب الشيوعي ألفارو كونيال دون جدوى تحويل البلاد إلى دولة شيوعية شمولية. تراجعت أراضي البرتغال في الخارج بعد قبولها شروط استقلال مستعمراتها عبر ممثلي القيادة البرتغالية والذي أدى إلى ظهور دول شيوعية مستقلة حديثا في عام 1975 (على الأخص جمهورية أنغولا الشعبية وجمهورية الموزمبيق الشعبية)، دفع ذلك بالبرتغاليين بالنزوح من الأراضي البرتغالية الأفريقية (و معظمهم من أنغولا وموزامبيق البرتغاليتين).
فر ما يقرب من مليون لاجئ برتغالي من المستعمرات البرتغالية السابقة. اتهم ماريو سواريز وأنطونيو دي ألميدا سانتوس بتنظيم استقلال مستعمرات البرتغال في الخارج. بحلول عام 1975، نالت جميع الأراضي البرتغالية الأفريقية استقلالها وعقدت أول انتخابات ديمقراطية في البرتغال منذ 50 عاماً. ومع ذلك حكم البلاد إدارة مشتركة عسكرية ومدنية مؤقتة حتى الانتخابات التشريعية لعام 1976.

### التكامل الأوروبي

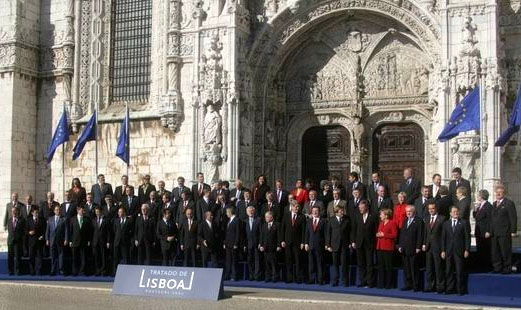
وقعت معاهدة لشبونة بين أعضاء الاتحاد الأوروبي في 13 ديسمبر 2007 في دير جيرونيموس في لشبونة

في عام 1986 انضمت البرتغال للسوق الأوروبية المشتركة والتي تحولت فيما بعد إلى الاتحاد الأوروبي.
لم تسلم آخر أراضي البرتغال في الخارج (ماكاو) إلى جمهورية الصين الشعبية حتى عام 1999 وذلك في إطار الإعلان المشترك عام 1987 الذي وضع شروط تسليم مكاو. في عام 2002، كان استقلال تيمور الشرقية حيث اعترفت البرتغال بها رسمياً بعد عدم اكتمال عملية إنهاء الاستعمار التي بدأت في عام 1975 بسبب ثورة القرنفل.
في 26 آذار / مارس 1995 بدأت البرتغال تنفيذ قواعد منطقة شنغن حيث أنهت مراقبة الحدود مع الدول الأخرى الأعضاء في منطقة الشنغن بينما عززت مراقبة حدودها مع الدول غير الأعضاء. في عام 1996 كانت البلاد أحد المؤسسين لمجموعة البلدان المتحدثة بالبرتغالية ومقرها في لشبونة. جرى المعرض العالمي لعام 1998 في البرتغال وفي عام 1999 كانت واحدة من الدول المؤسسة لليورو ومنطقة اليورو.
في يوم 5 يوليو 2004 ترشح خوسيه مانويل دوراو باروسو رئيس الوزراء حينها لرئاسة المفوضية الأوروبية وهو المكتب الأقوى في الاتحاد الأوروبي. في 1 ديسمبر 2009 دخلت معاهدة لشبونة حيز التنفيذ بعد أن وقعت عليها الدول الأعضاء في الاتحاد الأوروبي في 13 كانون الأول 2007 في دير جيرونيموس في لشبونة معززة الكفاءة والشرعية الديمقراطية للاتحاد ومطورة من تماسك أنشطته.

## الحكومة والسياسة

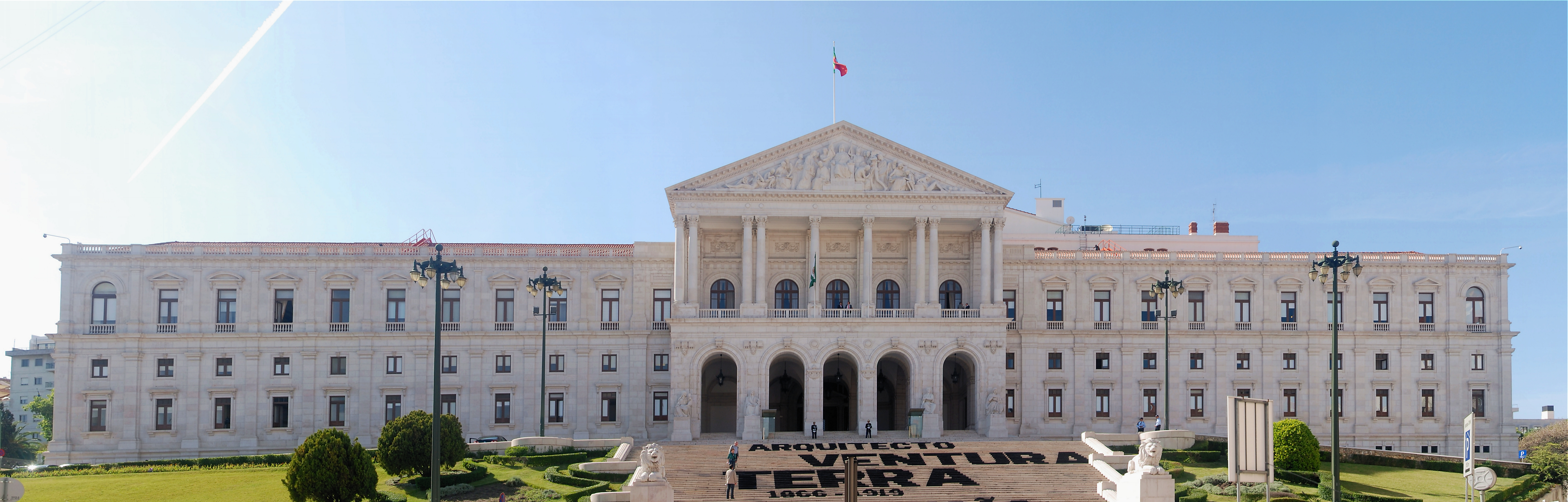
قصر ساو بينتو في لشبونة، مقر البرلمان البرتغالي.

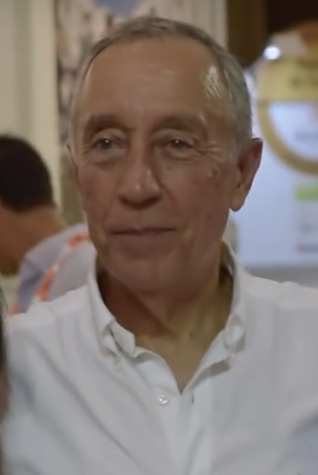
مارسيلو ريبيلو دي سوزا، رئيس البرتغال الحالي.

### نظام الحكم
البرتغال جمهورية ديمقراطية يحكمها دستور عام 1976. لشبونة هي أكبر مدينة في البلاد وعاصمتها. أطراف الحكم الأربعة الرئيسية التي تحكم البلاد هي رئيس الجمهورية والبرلمان المعروف باسم الجمعية الوطنية للجمهورية والحكومة التي يرأسها رئيس الوزراء والمحاكم. يمنح الدستور فصل السلطات التشريعية والتنفيذية والقضائية. البرتغال مثل معظم الدول الأوروبية لا تمتلك دين الدولة مما يجعلها دولة علمانية.
ينتخب الرئيس لمدة خمس سنوات ودوره إشرافي غير تنفيذي. الرئيس الحالي هو مارسيلو ربيلو ده سوزا. أما البرلمان فهو دائرة مؤلفة من 230 نائباً منتخباً لولاية مدتها أربع سنوات. يرأس الحكومة رئيس الوزراء (أنطونيو كوستا حالياً) والذي يعين مجلس الوزراء الذي يضم بدوره جميع وزراء وأمناء الدولة.

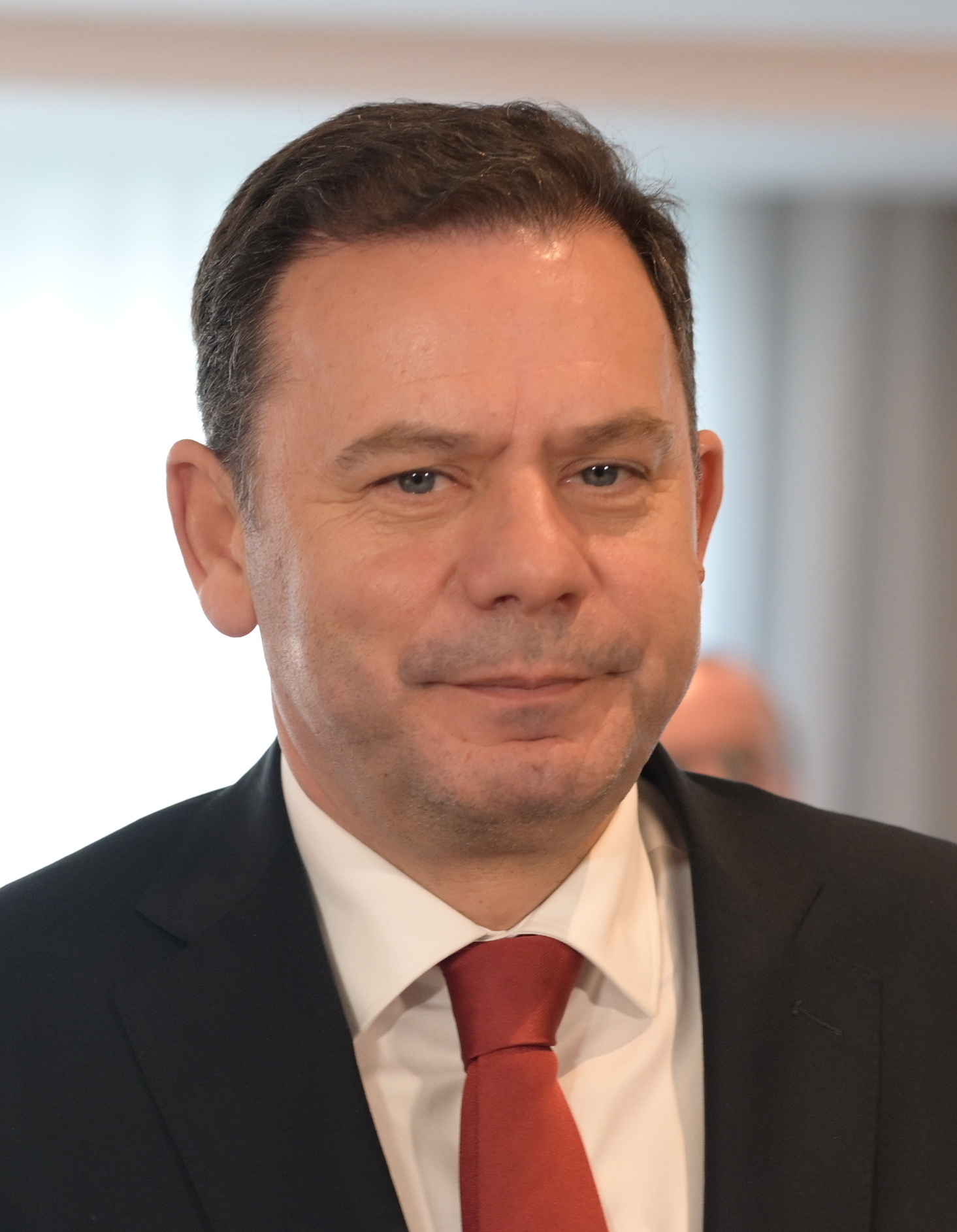
لويس مونتينيغرو رئيس الوزراء البرتغالي، في منصبه منذ 2 أبريل 2024.

يهيمن على الحكومة الوطنية والحكومات الإقليمية (في جزر الأزور وماديرا ذات الحكم الذاتي) والبرلمان البرتغالي اثنان من الأحزاب السياسية هما الحزب الاشتراكي والحزب الديمقراطي الاجتماعي. من أحزاب الأقلية تحالف الديمقراطيين الوحدويين (الحزب الشيوعي البرتغالي وحزب الخضر) وبلوكو دي إسكيردا (كتلة اليسار) والحزب الشعبي وهي ممثلة في البرلمان والحكومات المحلية.
يتم تنظيم المحاكم في العديد من الفئات في الفروع القضائية والإدارية والمالية، المحاكم العليا هي محاكم الملاذ الأخير. كما تشرف المحكمة الدستورية المؤلفة من 13 عضواً على دستورية القوانين.

### السلطة التنفيذية
ينتخب الرئيس لفترة 5 سنوات عن طريق الاقتراع العام المباشر، هو أيضاً القائد العام للقوات المسلحة. تشمل صلاحيات رئيس الجمهورية تعيين رئيس الوزراء ومجلس الوزراء حيث يجب عليه الاعتماد على نتائج الانتخابات، ويحق له أيضاً إقالة رئيس الوزراء وحل الجمعية العامة والدعوة إلى انتخابات مبكرة والاعتراض على التشريعات الأمر الذي يمكن أن تتجاوزه الجمعية الوطنية، ويحق له إعلان حالة الحرب أو الحصار.
يقدم مجلس الدولة النصح للرئيس حول القضايا ذات الأهمية والذي يتكون من ستة ضباط مدنيين كبار وأي من الرؤساء السابقين المنتخبين بموجب دستور عام 1976 وخمسة أعضاء يتم اختيارهم من قبل الجمعية الوطنية وخمسة يختارهم الرئيس. يرأس الحكومة رئيس الوزراء المعين من طرف الرئيس. يطلب من أي حكومة حكومة جديدة تحديد الخطوط العريضة لسياستها في برنامج يقدم إلى الجمعية العامة لفترة إلزامية للمناقشة. فشل البرلمان في رفض برنامجها بأغلبية النواب يثبت الحكومة في منصبها.

### السلطة التشريعية
الأجهزة الرئيسية الأربعة للحكومة وطنية هي رئاسة الجمهورية ورئيس الوزراء ومجلس الوزراء (الحكومة) والجمعية الوطنية للجمهورية (البرلمان) والسلطة القضائية. الجمعية الوطنية للجمهورية هي هيئة مكونة من غرفة واحدة تصل إلى 230 نائباً. ينتخبون بالاقتراع العام وفقا لنظام التمثيل النسبي، ومدة ولايتهم 4 سنوات، ما لم يحل الرئيس الجمعية ويدعو إلى انتخابات جديدة.

### العلاقات الخارجية

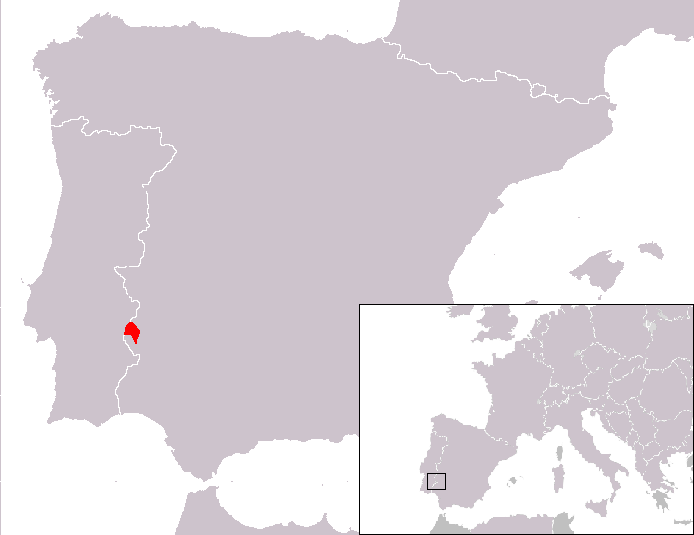
موقع أولايفينزا.

البرتغال دولة عضو في الأمم المتحدة منذ سنة 1955 وهي أيضاً عضو مؤسس لمنظمة حلف شمال الأطلسي (1949) ومنظمة التعاون والتنمية الاقتصادية (1961) والرابطة الأوروبية للتجارة الحرة (1960). تركت البرتغال هذه الأخيرة في عام 1986 للانضمام إلى السوق الأوروبية المشتركة والتي أصبحت الاتحاد الأوروبي سنة 1993. في عام 1996 شاركت في تأسيس جماعة البلدان الناطقة باللغة البرتغالية، والتي تسعى إلى تعزيز وتوثيق العلاقات الاقتصادية والثقافية بين الدول الناطقة بالبرتغالية في العالم. بالإضافة إلى ذلك البرتغال عضو كامل العضوية في الاتحاد اللاتيني (1983) ومنظمة الدول الأيبيرية الأمريكية (1949).
تمتلك البرتغال تحالفاً ثنائياً ومعاهدة صداقة ومواطنة مع مستعمرتها السابقة البرازيل. ترتبط البرتغال وإنجلترا التي أصبحت فيما بعد المملكة المتحدة بأقدم تحالف عسكري نشط من خلال التحالف الأنجلو-البرتغالي الموقع سنة 1387 بين جون غونت دوق لانكاستر أحد أثرى أثرياء إنجلترا في ذلك الوقت وهو الابن الثاني لملك إنجلترا إدوارد الثالث وفيليبا من هينو وبين جواو الأول ملك البرتغال ونتج عن ذلك زواج الابنة الكبرى لجون غونت فيليبا لانكاستر لجواو الأول ملك البرتغال وتم تفعيل التحالف بينهم في عدد من الأحداث الهامة مثل أزمة خلافة البرتغالية (1580) حيث استعان أنتوني قبل كراتو المدعي على العرش (1580) بالإنجليز إلا أنه كان ابنًا غير شرعي لمانويل الأول وذلك لينصرونه على ابن عمته فيليب الثاني ملك إسبانيا وخلال احتلال نابليون لبرتغال وغيرها من الأحداث.
النزاع الدولي الوحيد هو حول بلدية أولايفينزا. تتبع البلدية للسيادة البرتغالية منذ 1297، وتم التنازل عنها إلى إسبانيا بموجب معاهدة باداخوز سنة 1801 بعد حرب البرتقال. طالبت بها البرتغال مرة أخرى في معاهدة فيينا سنة 1815.

### القوات المسلحة

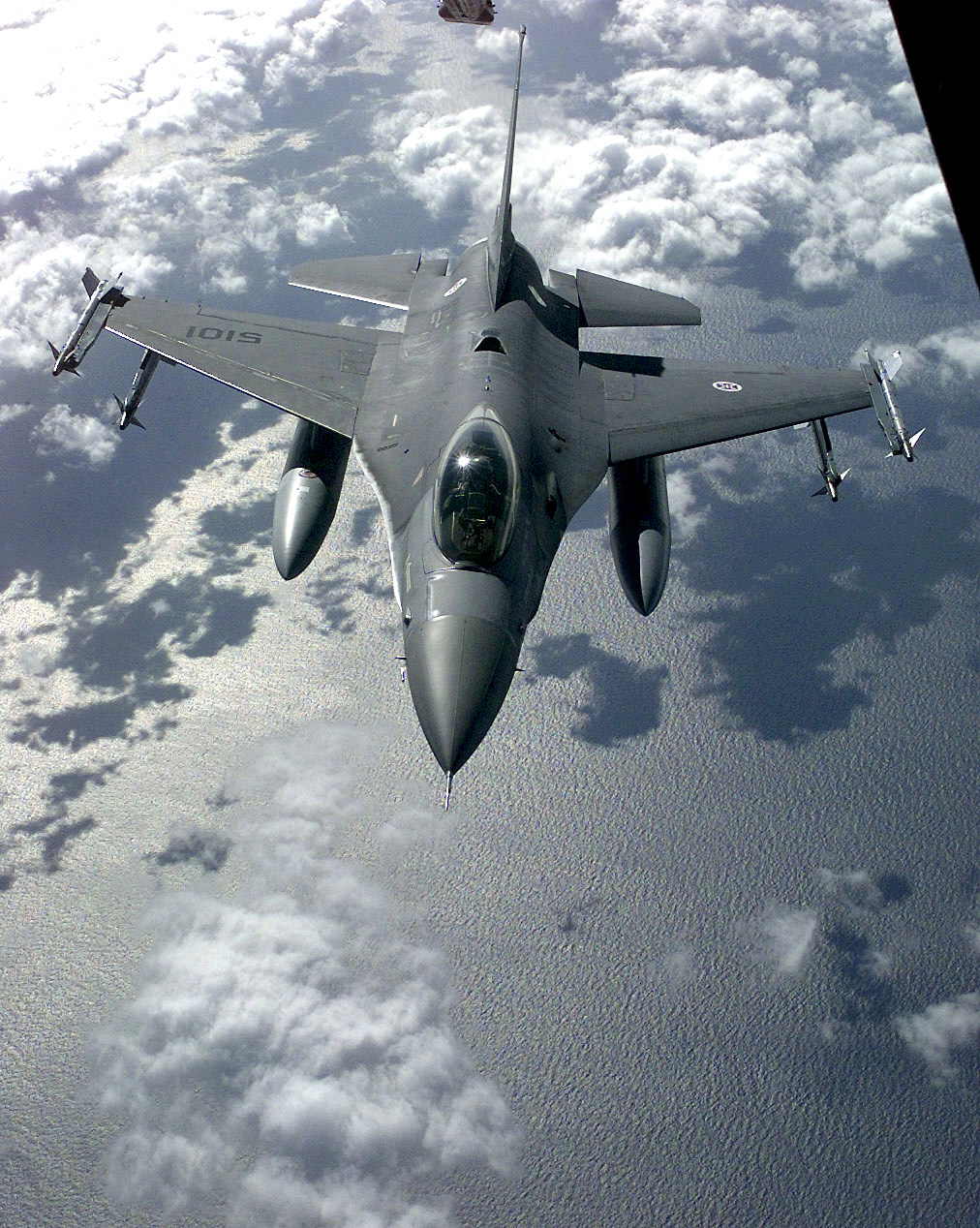
طائرة إف 16 تابعة للقوات الجوية البرتغالية

يتكون الجيش البرتغالي من ثلاثة أقسام وهي الجيش والبحرية والقوات الجوية. مهمة جيش البرتغال في المقام الأول دفاعية لحماية وحدة أراضي البلاد وتقديم المساعدات الإنسانية والأمن في الداخل والخارج. اعتباراً من عام 2005، بلغ مجموع القوات المسلحة البرتغالية 45,000 فرداً.

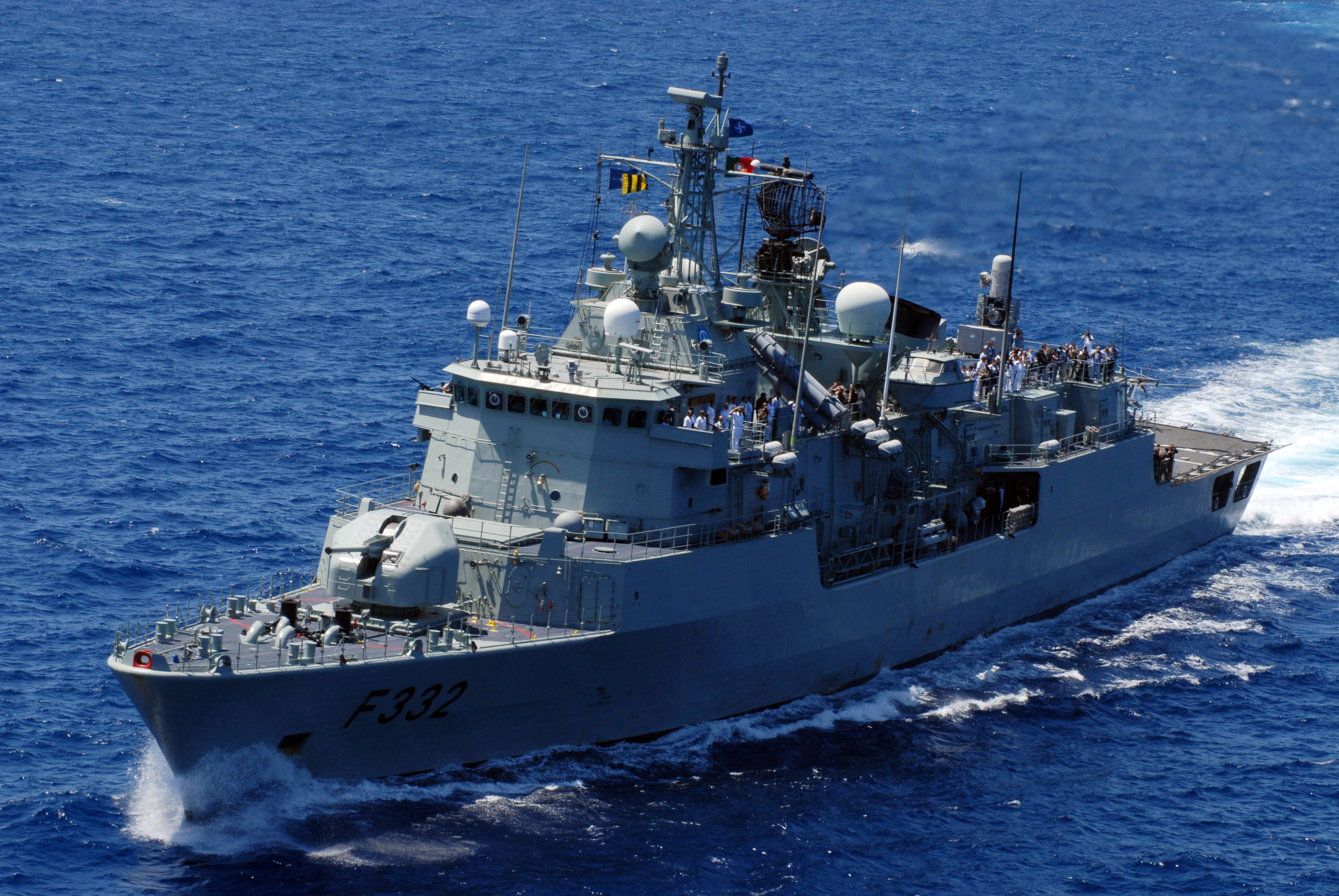
كورتي ريال تابعة للبحرية البرتغالية.

يمتلك الجيش 25,400 فرداً مع معدات بما في ذلك 187 دبابة قتال رئيسية. و347 ناقلة جنود مدرعة و377 من المدفعية. أما القوة البحرية فتضم 10,800 فرد بما في ذلك 1580 من مشاة البحرية واثنتين من الغواصات وستة فرقاطات و28 دورية سواحل. تم تجهيز القوات الجوية البالغ تعدادها 7,400 فرد بنحو 100 طائرة مقاتلة. بينما يبلغ تعداد الشرطة شبه العسكرية والحرس الجمهوري نحو 40,900 فرد. الحرس الوطني الجمهوري هو قوة شرطية تخدم تحت سلطة الجيش وجنوده وتخضع للقانون العسكري. قدمت مفارز للمشاركة في العمليات الدولية في العراق وتيمور الشرقية. تحتفظ الولايات المتحدة بوجود عسكري بنحو 770 جندي في قاعدة سلاح الجو الأمريكية في جزيرة تيرسيرا في جزر الأزور. تشارك البرتغال في عمليات حفظ السلام في مناطق عدة. وبلغ مقادر الإنفاق الدفاعي في بدايات القرن الحالي نحو 1.3 مليار دولار وهو ما يعادل 2.15% من الناتج المحلي الإجمالي.
لم تعد تمارس الخدمة العسكرية الإلزامية منذ بدايات القرن الحالي رغم أنها لم تلغ رسمياً. حولت هذه التغيرات تركيز القوات نحو الاشتباكات العسكرية المتخصصة. سن التطوع في الجيش هو 18. شاركت البرتغال في القرن العشرين في حربين اثنتين رئيسيتين: الحرب العالمية الأولى وحرب المستعمرات البرتغالية (1961-1974). شاركت البرتغال في بعثات حفظ السلام في تيمور الشرقية والبوسنة والهرسك وكوسوفو وأفغانستان والعراق (الناصرية) ولبنان. لواء التدخل السريع العسكري البرتغالي وهو قوة مشتركة من نخبة المظليين والقوات الخاصة والمغاوير تعد نخبة الجيش البرتغالي.

### القانون والعدالة
النظام القانوني البرتغالي هو جزء من نظام القانون المدني، كما يدعى أيضاً نظام الأسرة القاري القانوني. حتى نهاية القرن التاسع عشر كان القانون الفرنسي ذا التأثير الرئيسي. ولكن الدستور الألماني امتلك التأثير الأكبر بعد ذلك. تشمل القوانين الرئيسية الدستور (1976 بصيغته المعدلة) والقانون المدني (1966 بصيغته المعدلة) وقانون العقوبات (1982 بصيغته المعدلة). القوانين الأخرى ذات الصلة هي القانون التجاري (1888 بصيغته المعدلة) وقانون الإجراءات المدنية (1961 بصيغته المعدلة).
يستخدم القانون البرتغالي في مستعمراتها السابقة ولا يزال ذا تأثير كبير في تلك البلدان. المؤسسات الشرطية الرئيسية في البرتغال هي الحرس الوطني الجمهوري والدرك وشرطة الأمن العام وقوة الشرطة المدنية التي تعمل في المناطق الحضرية والشرطة القضائية وهي قوة شرطية ذات درجة عالية من التخصص في التحقيقات الجنائية التي تشرف عليها وزارة الشؤون العامة.
البرتغال واحدة من أوائل الدول في العالم التي تلغي عقوبة الإعدام. تقتصر عقوبة السجن القصوى على 25 عاماً.
يمكن القول بأن البرتغال تمتلك أكثر القوانين تحرراً حول حيازة المخدرات غير المشروعة في العالم الغربي. ألغت البرتغال عام 2001 تجريم حيازة المخدرات التي لا تزال غير قانونية في غيرها من الدول المتقدمة بما فيها ولكن ليس على سبيل الحصر الماريجوانا والكوكايين والهيروين وإل إس دي. حيازتها قانوني لكن الاتجار بها أو حيازة كميات تكفي «لأكثر من 10 أيام من الاستخدام الشخصي» لا يزال يعاقب عليها القانون بالسجن والغرامات. منذ إلغاء التجريم، شهدت البرتغال تحسناً سريعاً في عدد الوفيات الناجمة عن تعاطي جرعات زائدة من المخدرات، وكذلك انخفاضاً في عدد حالات العدوى الجديدة بفيروس إتش.آي.في.
في 31 مايو 2010، أصبحت البرتغال سادس دولة في أوروبا والدولة الثامنة في العالم التي تعترف قانوناً بزواج المثليين على المستوى الوطني. دخل هذا القانون حيز التنفيذ في 5 يونيو 2010.

## الجغرافيا والمناخ

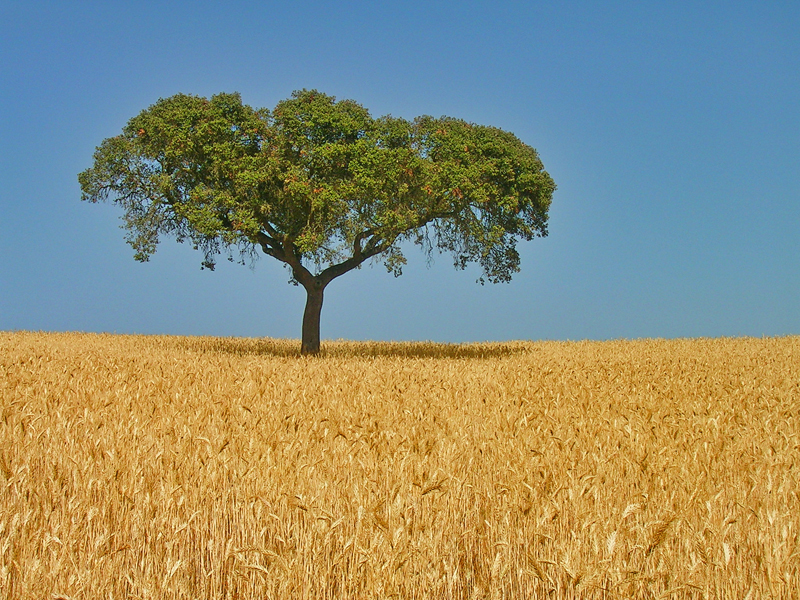
شجرة فلين في حقل قمح في منطقة ألينتيخو.

يقسم نهر تاجة البر الرئيسي للبرتغال إلى شطرين. يتميز المشهد الطبيعي الشمالي بالجبال الداخلية وهضاب تتخللها وديان الأنهار. بينما تغلب السهول في الجنوب الذي يضم ألغارف وألينتيخو كما أن المناخ أكثر دفئاً وجفافاً مما هو عليه في الشمال.
يفصل بين ألغارف وألينتيخو جبال يصل ارتفاعها 900 م في بيكو دا فويا. مناخ ألغارف كغيره من المناطق الساحلية في جنوب إسبانيا. أعلى نقطة في البرتغال هي جبل بيكو في جزيرة بيكو في جزر الأزور. هذا الجبل هو بركان قديم يبلغ ارتفاعه 2350 متراً (7710 قدم). أما أعلى نقطة في البر الرئيسي للبرتغال فهي سيرا دا استريلا، بارتفاع يبلغ 1,993 متراً (6539 قدم) فوق مستوى سطح البحر.

### المناخ

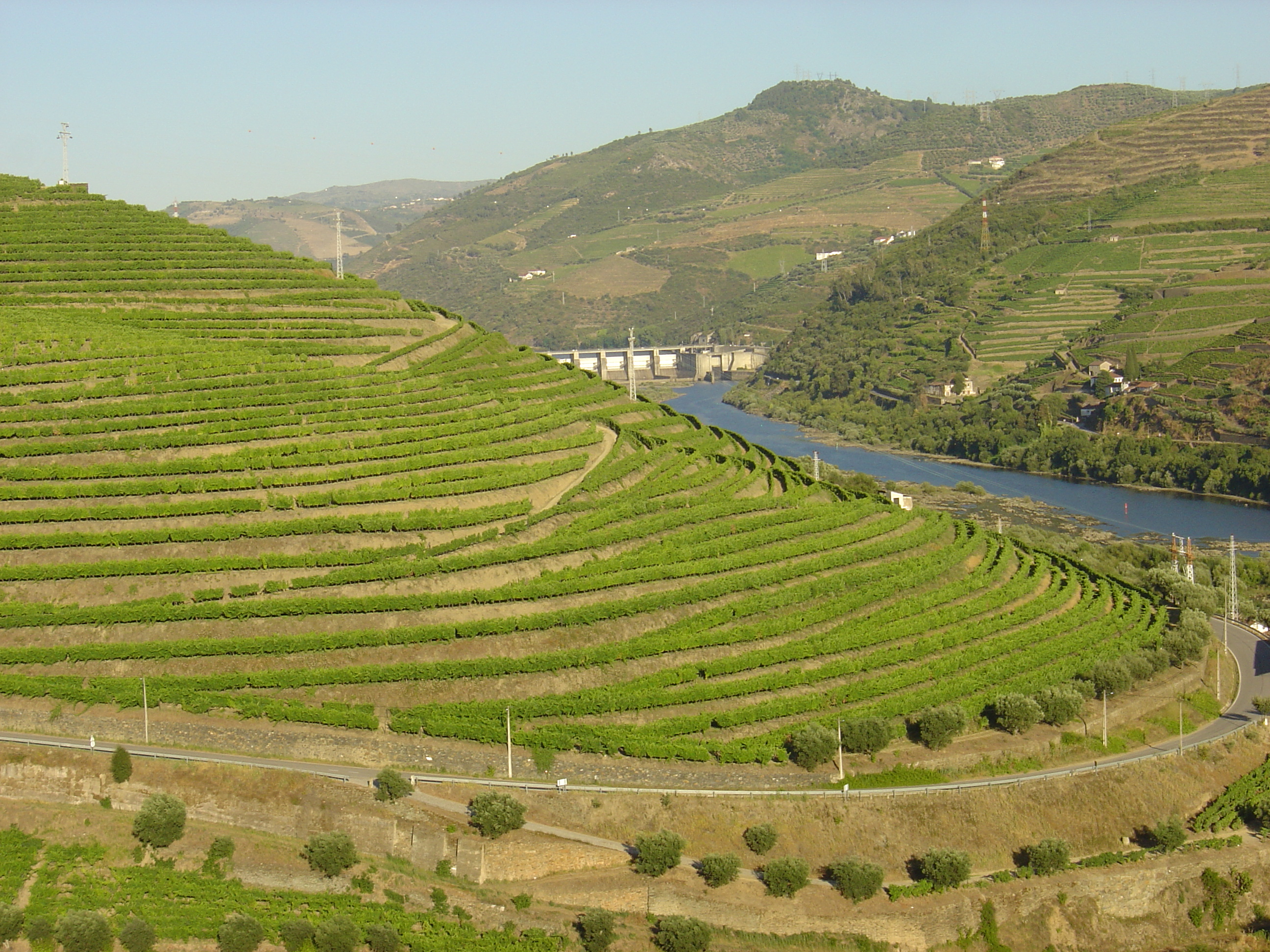
مشهد من وادي دورو

تمتلك البرتغال مناخ البحر الأبيض المتوسط (Csa) في الجنوب و (Csb) في الشمال وفقاً لتصنيف كوبين المناخي. البرتغال هي واحدة من أكثر البلدان الأوروبية حرارة حيث يتراوح متوسط درجات الحرارة في البر الرئيسي البرتغالي بين 13 درجة مئوية (55.4 درجة فهرنهايت) في المناطق الشمالية الجبلية الداخلية إلى أكثر من 18 درجة مئوية (64.4 درجة فهرنهايت) في الجنوب وعلى حوض غأديانا. في بعض المناطق، كما هو في حوض غأديانا قد يبلغ متوسط درجات الحرارة السنوي 20 درجة مئوية (68 درجة فهرنهايت). بينما قد تصل درجات الحرارة في الصيف إلى أكثر من 45 درجة مئوية (113 درجة فهرنهايت) كما هو موثق في دراسة في علم المناخ أجريت مؤخراً، فعلى سبيل المثال في حديقة أركيولوجي في كوا في وادي دورو. في الجبال العالية مثل غيريس فيسود مناخ بحري معتدل (Cfb) وفقاً لكوبين غايغر.
سجل ارتفاع قياسى وصل 47.4 درجة مئوية (117.3 درجة فهرنهايت) في أماريليخا (على الرغم من أنها ليست أشد المناطق حراً في الصيف، وفقاً لقراءات الأقمار الصناعية). يبلغ عدد الساعات التي تسطع فيها الشمس في البلاد بنحو 2500-3200 في السنة، وهو متوسط 4-6 ساعات في فصل الشتاء و10-12 ساعة في فصل الصيف والقيم الأعلى في جنوب شرق البلاد وأقلها في شمال غرب البلاد.
يمتلك كل من أرخبيلي ماديرا والأزور مدى حرارياً أضيق حيث يتجاوز متوسط درجات الحرارة السنوية 20 درجة مئوية (68 درجة فهرنهايت) بالقرب من المناطق عند مستوى سطح البحر وفقا لمعهد الأرصاد الجوية البرتغالية في الساحل الجنوبي لجزيرة ماديرا. يبلغ متوسط الأمطار السنوية البر الرئيسي أكثر من 3000 ملم (118.1 بوصة) في الجبال في الشمال إلى أقل من 300 ملم (11.8 بوصة) في المناطق الداخلية الشمالية بالقرب من كوا على نهر دورو.
الجبل بيكو في جزر الأزور يمتلك أغزر مناطق البرتغال أمطاراً حيث بلغت أكثر من 6250 ملم (246.1 بوصة) في السنة وفقاً لمعهد الأرصاد الجوية البرتغالية. تقع جزر الأزور على حافة منتصف الأطلسي بينما تشكلت جزر ماديرا نتيجة نشاط نقطة ساخنة في صفيحة، حيث تشبه في ذلك تشكل جزر هاواي. كان هناك بعض النشاط البركاني في بعض الجزر حتى عام 1957. تمتلك كل من الأزور وماديرا مناخاً شبه استوائي لكن هناك اختلافات بين الجزر وذلك أساساً بسبب الاختلافات في درجات الحرارة وهطول الأمطار.
تمتلك بعض الجزر في الأزور أشهر جفاف في فصل الصيف ولذلك في تقع ضمن مناخ البحر الأبيض المتوسط وفقا لكوبن غايغر (Csa وCsb على حد سواء) ومعتدلاً بحرياً (Cfb) في بعض الجزر (فلوريس) ورطب شبه استوائي (Cfa) في آخرى (كورفو)، وفقاً لكوبن غايغر حيث لا توجد أشهر جفاف في فصل الصيف. جزر سافاج والتي تتبع أرخبيل ماديرا ذات مناخ صحراوي (BWh) حيث يبلغ وسطي هطول الأمطار السنوي حوالي 150 ملم فقط (5.9 إنش). وسطي درجات الحرارة عند سطح البحر في هذه الأرخبيلات يتراوح بين 16 درجة مئوية (60.8 درجة فهرنهايت) إلى 18 درجة مئوية (64.4 درجة فهرنهايت) في فصل الشتاء إلى 23 درجة مئوية (73.4 درجة فهرنهايت) إلى 24 درجة مئوية (75.2 درجة فهرنهايت) في الصيف وقد تبلغ أحياناً 26 درجة مئوية (78.8 درجة فهرنهايت).
في جنوبي الأزور هناك مساحة من المحيط داخل الأراضي البحرية البرتغالية وبالتالي ذات مناخ استوائي فريد (وفقاً لكوبن غايغر) معروف في أوروبا وذلك بسبب تأثير تيار الخليج. تصل درجة حرارة البحر هنا إلى ما يزيد على 20 درجة مئوية (68 درجة فهرنهايت) حتى في ذروة فصل الشتاء (المصدر AEMET). المنطقة الاقتصادية البرتغالية الخاصة، وهي منطقة بحرية تمتلك فيها البرتغال حقوقاً خاصة في استكشاف واستخدام الموارد البحرية تبلغ مساحتها 1,727,408 كم2. هي ثالث أكبر منطقة اقتصادية خاصة في الاتحاد الأوروبي والحادية عشرة على صعيد العالم.

### التنوع الأحيائي والنباتي

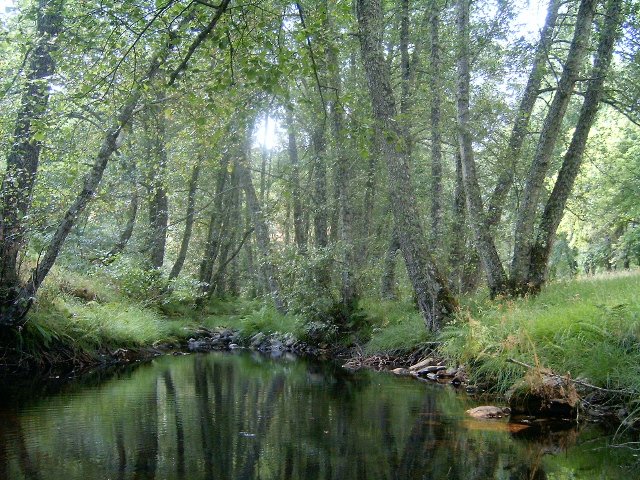
حديقة مونتيسينيو الطبيعية في شمال شرق البرتغال.

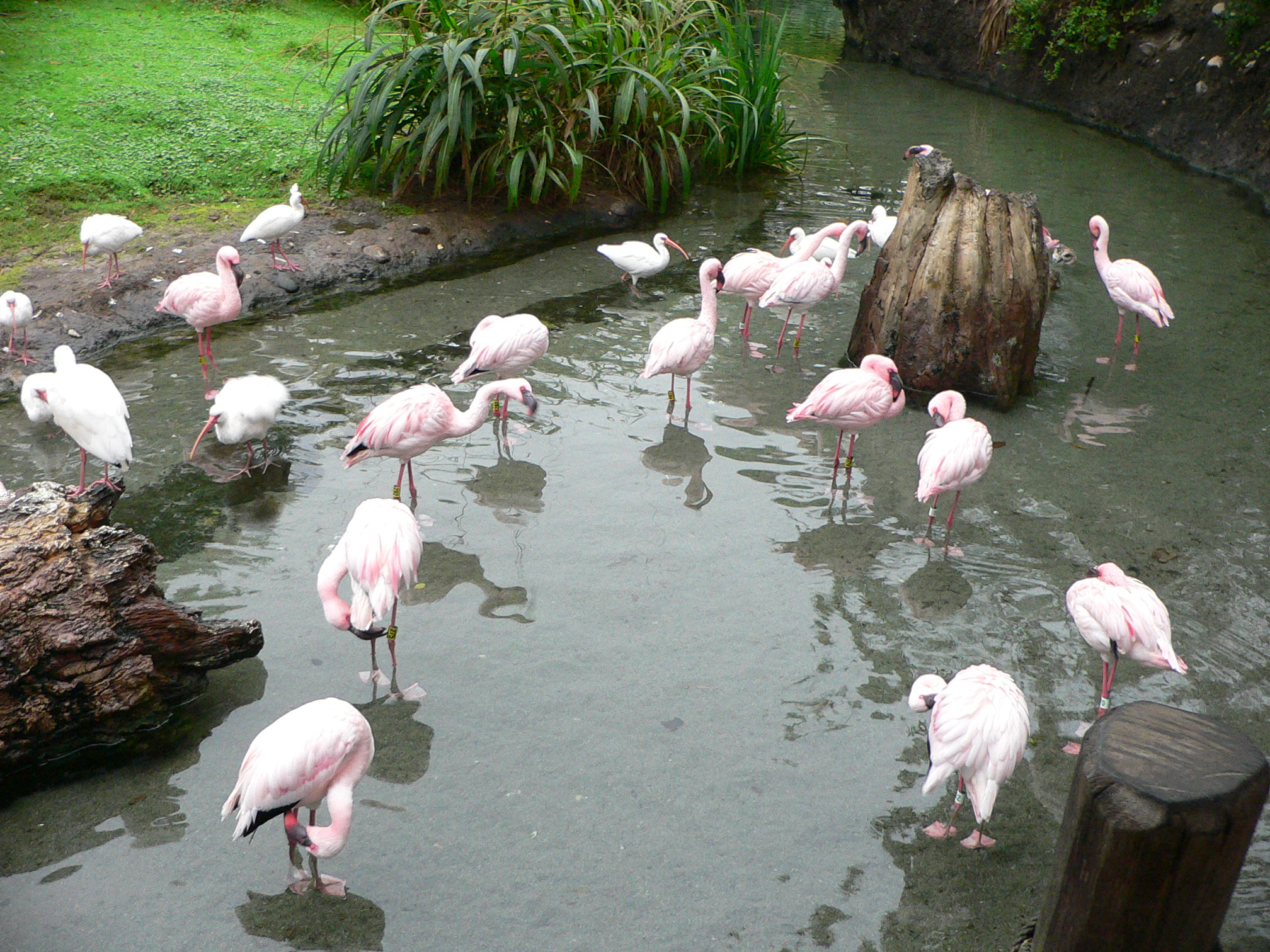
طيور الفلامينغو في جنوب البرتغال

تضم البرتغال حديقة طبيعية وطنية وحيدة (باركي ناسيونال) و 12 متنزهاً طبيعياً (باركي ناتورال) و 9 محميات طبيعية (ريزيرفا ناتورال) و 5 معالم طبيعية (مونيومينتو ناتورال) و7 مناظر طبيعية محمية (بايساجيم بروتيجيدا)؛ تترامح بين باركي ناسيونال دا بينيدا غيريس إلى باركي ناتورال دا سيرا دا استريلا إلى بول دي أرزيلا. يشكل المناخ والتنوع الجغرافي التنوع النباتي في البرتغال. ينتشر في غابات البرتغال ولأسباب اقتصادية أشجار الصنوبر (خاصة الصنوبر البحري والصنوبر الثمري) والكستناء وبلوط الفلين وبلوط هولم والبلوط البرتغالي والكينا.

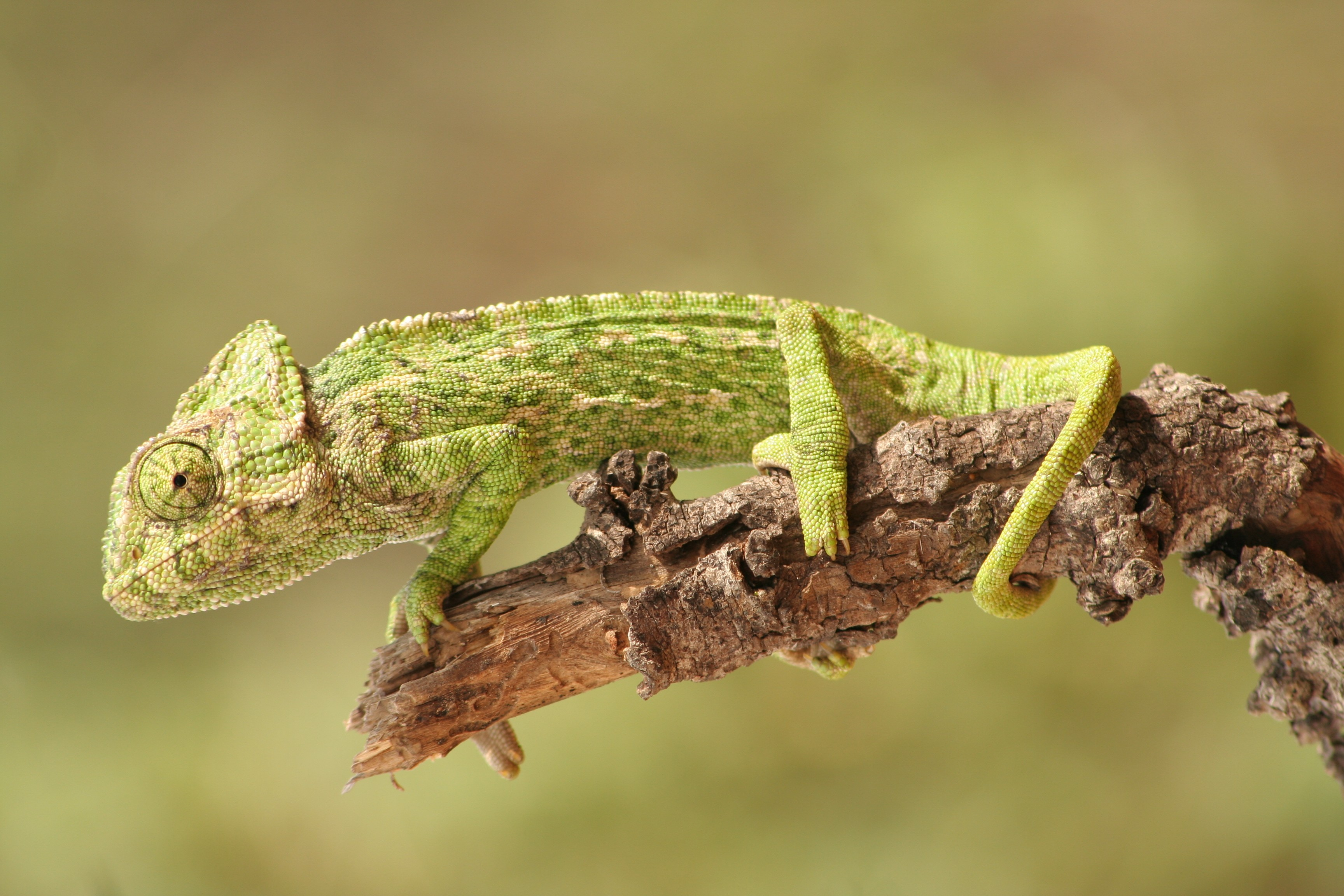
حرباء في منطقة ألغارف.

أما التنوع الحيواني فيضم من الثدييات الثعلب والغرير والوشق الإيبيري والذئب الإيبيري والماعز البري والقط البري والقواع وابن عرس والظربان والحرباء والسموريات والزباد والدب البني (مرقط قرب ريو مينيو قرب بينيدا غيريس) وغيرها الكثير. البرتغال هي محطة للطيور المهاجرة في أماكن مثل سانت فينسنت كيب أو جبل مونشيكي حيث يمكن رؤية الآلاف من الطيور التي تطير من أوروبا إلى أفريقيا في الخريف أو في الاتجاه المعاكس في الربيع. تجتمع تلك الطيور في شبه الجزيرة الإيبيرية لقربها من أفريقيا. تضم البرتغال نحو 600 نوع من الطيور وكل عام تقريباً هناك سجلات جديدة. تضم الجزر بعض الأنواع الأمريكية والأوروبية والأفريقية الأصل، في حين يضم البر الرئيسي أصنافاً أوروبية وأفريقية.
يوجد في البرتغال ما يزيد على 100 نوع من الأسماك في المياه العذبة والتي تتنوع من سمك السلور الأوروبي العملاق (حديقة تيخو الطبيعية) إلى بعض الأنواع المستوطنة الصغيرة والتي تعيش فقط في البحيرات الصغيرة (المنطقة الغربية على سبيل المثال). بعضها نادر جداً في حين أن آخرين مهددون جداً بالانقراض بسبب ضياع الموائل والتلوث والجفاف. تصل أنواع الأسماك البحرية إلى الآلاف ومنها السردين والتن والماكريل الأطلسي. يبرز التنوع البحري جيداً (من حيث الألوان والأشكال والأصناف) مع وجود العوالق المتوهجة مثلاً التي يمكن مشاهدتها في بعض الشواطئ. يمكن أيضاً في البرتغال مشاهدة ظاهرة ارتفاع مياه قاع البحر إلى السطح وخصوصاً على الساحل الغربي الأمر الذي يجعل مياه البحر غنية للغاية في المواد الغذائية والتنوع البيولوجي. المياه البحرية البرتغالية هي واحدة من أغناها في العالم من حيث التنوع البيولوجي.
هناك أيضاً العديد من أنواع الحشرات المستوطنة والتي لا توجد إلا في بعض الأماكن في البرتغال. بينما ينتشر البعض الآخر مثل خنفساء ظبي والزيز. الجزر الماكرونيزية (جزر الأزور وماديرا) تمتلك العديد من الأنواع المتوطنة (مثل الطيور والزواحف والخفافيش والحشرات والقواقع والرخويات) والتي تطورت بشكل مختلف عن أماكن أخرى في العالم بسبب مواقعها معزولة وبالتالي ظهرت هناك أنواع فريدة جداً. يمكن فقط في جزيرة ماديرا مراقبة أكثر من 250 نوعاً من الرخويات الأرضية. غابات الغار هو نوع فريد من الغابات شبه المدارية المطيرة في أوروبا وفي العالم. يوجد في ماديرا والأزور وكذلك في جزر الكناري في إسبانيا.

## التقسيمات الإدارية
يضم الهيكل الإداري للبرتغال 308 بلدية (كونسيليو) والتي تنقسم إلى أكثر من 4000 أبرشية (فريغيسيا). يتم تجميع البلديات لأغراض إدارية إلى وحدات عليا. تجمع البلديات في البرتغال القارية في 18 مقاطعة، بينما يوجد في الجزر البرتغالية حكومة إقليمية مباشرة تدير تلك البلديات. وهكذا، فإن أكبر الوحدات الإدارية المنشأة منذ عام 1976 في البرتغال هي البر الرئيسي (البرتغال القاري) والمناطق المتمتعة بالحكم الذاتي (جزر الأزور وماديرا).
المقاطعات الثمانية عشر في البر الرئيسي البرتغالي هي: أفيرو وبيخا وبراغا وبراغانزا وكاستيلو برانكو وكويمبرا وإيفورا وفارو وجاردا وليريا ولشبونة وبورتاليجري وبورتو وسانتاريم وسيتوبال وفيانا دو كاستيلو ووفيلا ريال وفيسيو، حيث تأخذ كل منها تسميتها من عاصمتها.
كما يستخدم نظام الاتحاد الأوروبي في تسميات الوحدات الإقليمية للإحصاء. وفقاً لهذا النظام، تنقسم البرتغال إلى 7 مناطق (الأزور وألينتيخو وألغارف والمركز ولشبونة وماديرا والشمال) وتقسم تلك بدورها إلى 30 منطقة فرعية.

## الديموغرافيا

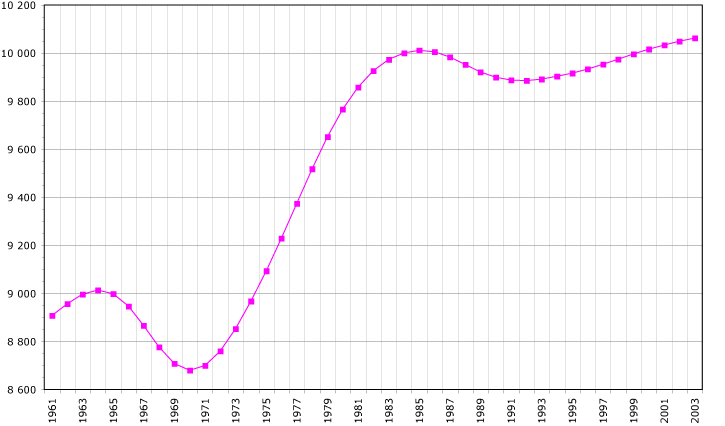
سكان البرتغال بالآلاف (1961–2003)

شعب البرتغال متجانس نسبياً بالنسبة لمعظم تاريخه. ساهم دين واحد (الكاثوليكية) ولغة واحدة في هذه الوحدة العرقية والوطنية خصوصاً بعد طرد الموروس والموريسكيين واليهود السفارديين.
كانت البرتغال واحدة من آخر دول أوروبا الغربية تخلياً عن مستعمراتها وراء البحار (من بينها أنغولا وموزامبيق في 1975) وتسليم إدارة ماكاو إلى جمهورية الصين الشعبية في عام 1999. تاريخ البلاد الاستعماري ومنذ فترة طويلة يعد حجر الزاوية في الهوية الوطنية كذلك موقعها في الركن الجنوبي الغربي من أوروبا وإطلالاتها على المحيط الأطلسي.

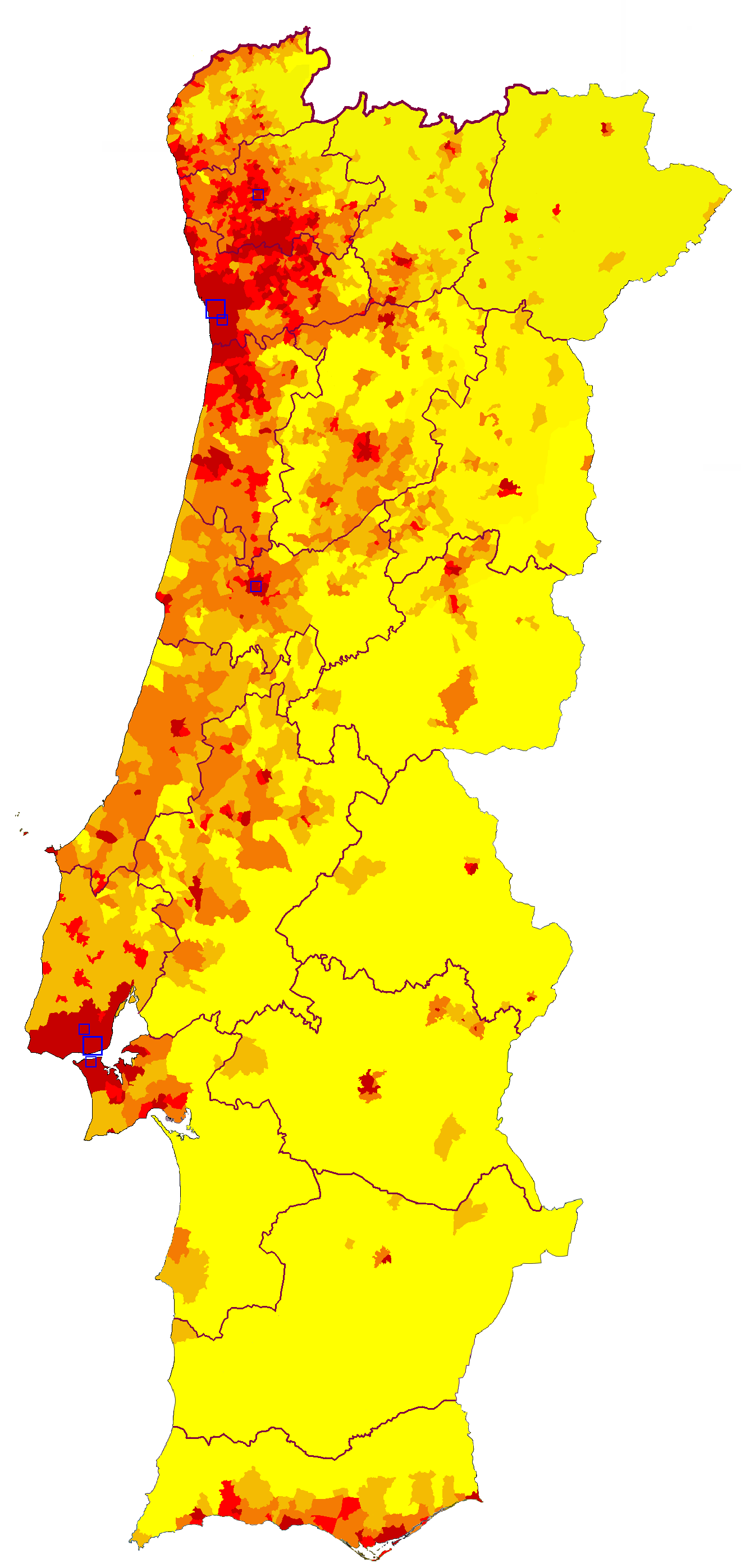
خريطة الكثافة السكانية في البرتغال

البرتغاليون الأصليون هم عرقية ايبيرية وأصولهم العرقية مشابهة جداً لغيرها من شعوب غرب وجنوب أوروبا لا سيما من إسبانيا التي يشتركون معها بالنسب ويتقاربون ثقافياً. تتكامل بشدة مع موقعها الجغرافي في الجزء الغربي من شبه الجزيرة الايبيرية وأقصى الجنوب الغربي من قارة أوروبا. هناك صلات واضحة مع شعوب البحر الأبيض المتوسط وكذلك مع تلك في المحيط الأطلسي وغرب أوروبا.
يعود الأصل العرقي للشعب البرتغالي نتيجة لبحوث صبغيات y والحمض النووي للمتقدرات إلى حد كبير إلى شعوب العصر الحجري القديم الذين وصلوا القارة الأوروبية حوالي 45,000 سنة مضت. طبعاً خلفت الهجرات اللاحقة أثراً جينياً وثقافياً ولكن المصدر الرئيسي للبرتغاليين هو من العصر الحجري القديم.
يقدر المعهد الوطني للإحصاء أنه وفقاً لتعداد عام 2001 وصل تعداد سكان البلاد إلى 10,355,824 كانت نسبة الإناث 52% و48% من الذكور. بحلول عام 2007 قطن البرتغال 10,617,575 نسمة منهم نحو 332,137 من المهاجرين القانونيين. تعرف البرتغال ومنذ زمن طويل كونها بلد هجرة عكسية (الغالبية العظمى من البرازيليين ذوو نسب برتغالي ما) لكنها تحولت مؤخراً إلى بلد يقصده المهاجرون وهؤلاء المهاجرون ليسوا فقط من المستعمرات السابقة. عاد ما يقدر بنحو 800,000 برتغالي إلى البرتغال مع فقدانهم ممتلكاتهم في البلاد الأفريقية التي نالت استقلالها في عام 1975.
منذ التسعينات ومع الطفرة في قطاع البناء برزت موجات جديدة من المهاجرين الأوكرانيين والبرازيليين ومن المستعمرات السابقة في أفريقيا وحتى من دول أفريقية أخرى. تشكل هذه المجتمعات حالياً أكبر مجموعات المهاجرين في البرتغال. اختار الرومانيون والمولدوفيون والصينيون البرتغال وجهة أيضاً.
يقيم عدد من مواطني الاتحاد الأوروبي ومعظمهم من المملكة المتحدة ولكن أيضاً من بلدان الشمال الأوروبي إقامة دائمة في البلاد. يتألف المجتمع البريطاني في معظمه من المتقاعدين والذين اختاروا العيش في ألغارف وماديرا. توجد أقلية من الغجر في البرتغال تبلغ نحو 40,000 وتضيف عنصراً آخر من التنوع العرقي. يعيش معظم الغجر منفصلين وأساساً في الجنوب. يمكن في كثير من الأحيان أن يشاهدوا في الأسواق الريفية يبيعون الملابس والحرف اليدوية.

### المدن

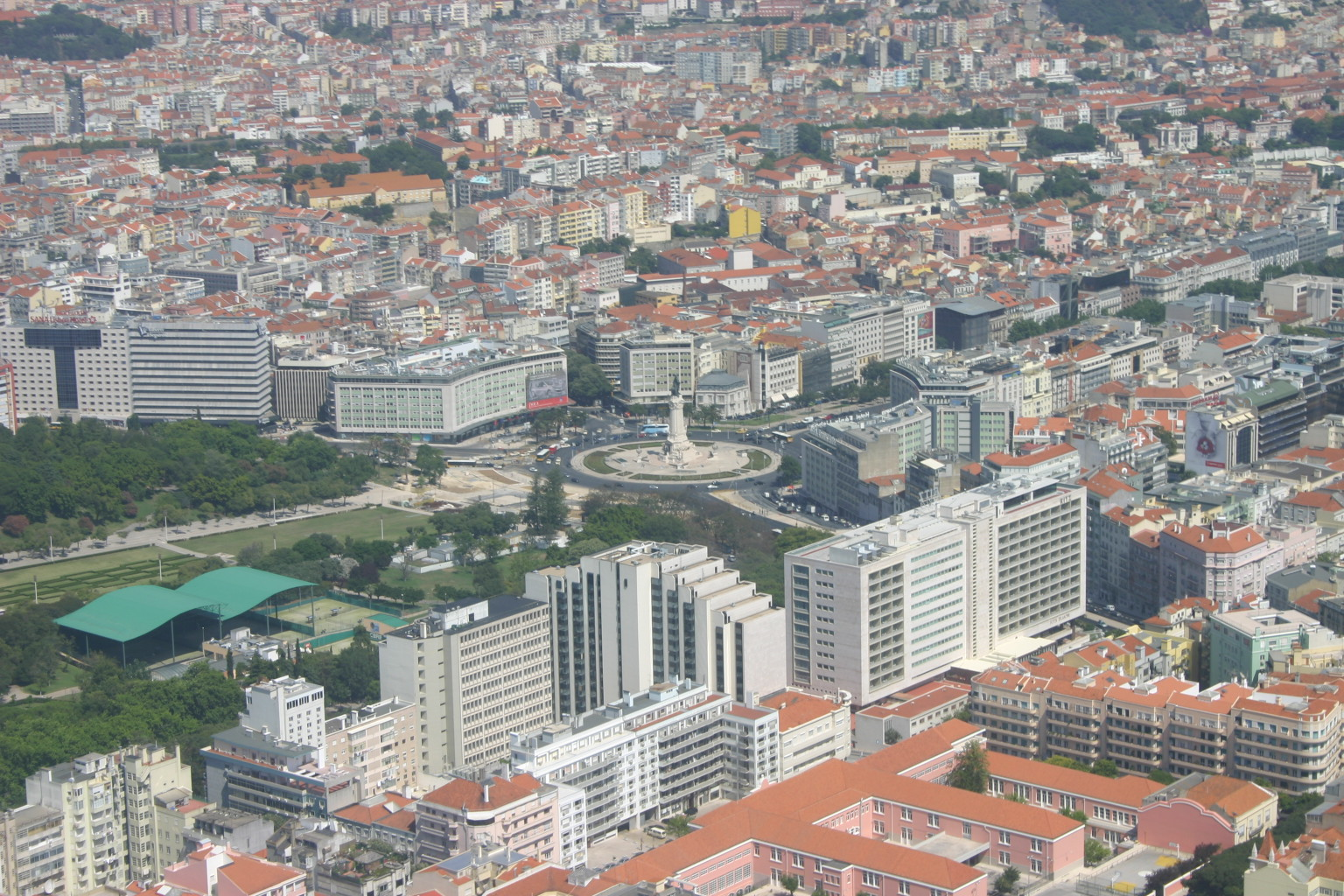
لشبونة

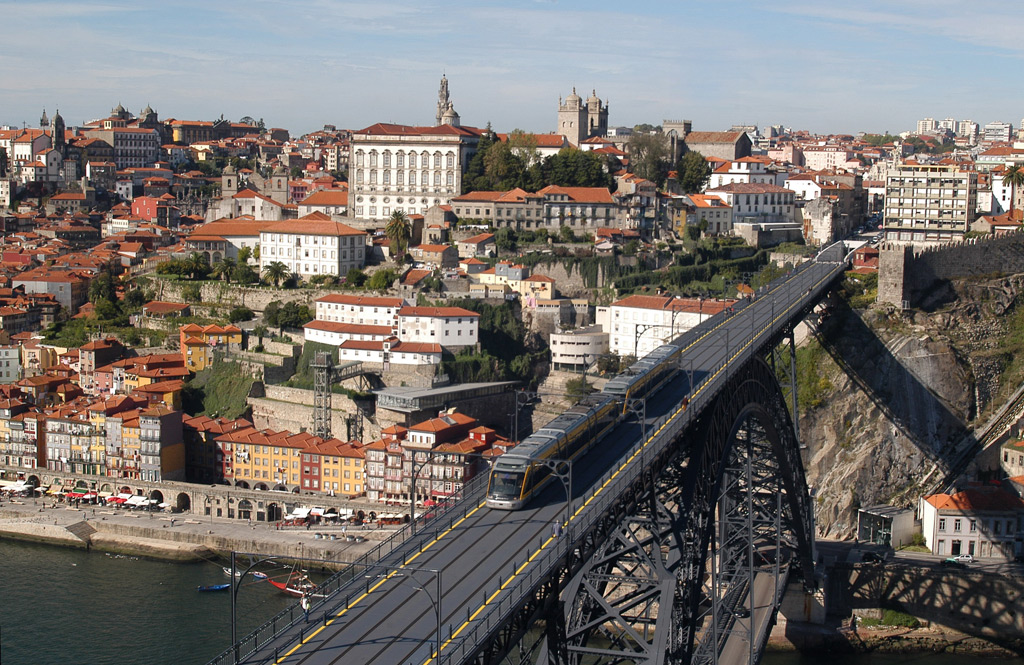
قلب بورتو القديمة.

أكبر منطقتين حضريتين في البرتغال هما لشبونة وبورتو.
| الترتيب | المدينة           | تعداد السكان | المنطقة الحضرية | تعداد السكان | المنطقة الفرعية   | تعداد السكان |
| ------- | ----------------- | ------------ | --------------- | ------------ | ----------------- | ------------ |
| 1       | لشبونة            | 564,657      | لشبونة الحضرية  | 2,661,850    | لشبونة الكبرى     | 2,003,580    |
| 2       | بورتو             | 263,131      | بورتو الحضرية   | 1,679,854    | بورتو الكبرى      | 1,572,176    |
| 3       | فيلا نوفا دي غايا | 178,255      | بورتو الحضرية   | –            | بورتو الكبرى      | –            |
| 4       | أمادورا           | 175,872      | لشبونة الحضرية  | –            | لشبونة الكبرى     | –            |
| 5       | براغا             | 109,460      | مينيو الحضرية   | 797,909      | كافادو            | 404,681      |
| 6       | ألمادا            | 101,500      | لشبونة الحضرية  | –            | شبه جزيرة سيتوبال | –            |
| 7       | كويمبرا           | 101,069      | كويمبرا الحضرية | 435,900      | بايكسو مونديغو    | 340,342      |
| 8       | فونشال            | 100,526      | لا يوجد*        | لا يوجد*     | ماديرا            | 245,806      |
| 9       | سيتوبال           | 89,303       | لشبونة الحضرية  | –            | شبه جزيرة سيتوبال | 714,589      |
| 10      | أكوالفا كاسيم     | 81,845       | لشبونة الحضرية  | –            | لشبونة الكبرى     | –            |

مصدر تعداد السكان: مسح المعهد الوطني للإحصاء لعام 2001. 
* – منطقة الحكم الذاتي في ماديرا ليست منطقة حضرية.

### اللغة

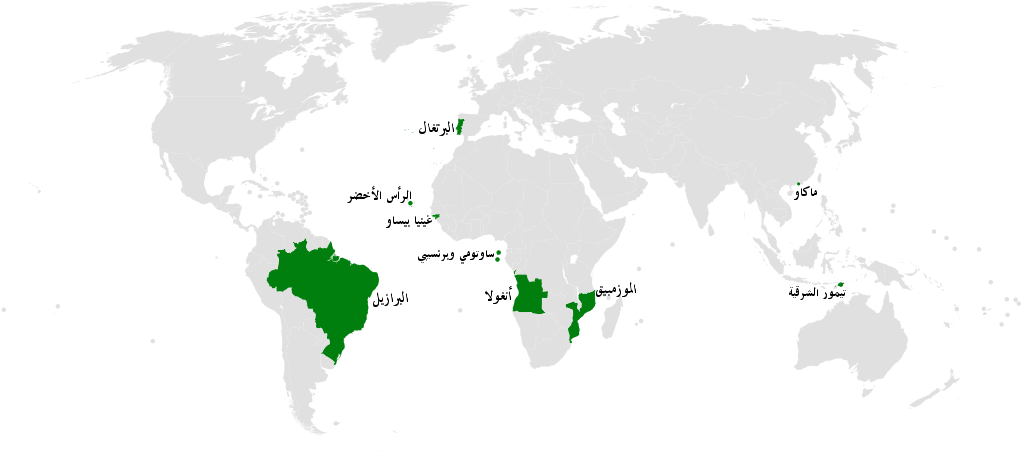
الدول الأعضاء في منظمة المتحدثين بالبرتغالية رسميا (من دون احتساب الدول المراقبة والدول في طريق الانضمام)

اللغة البرتغالية هي اللغة الرسمية للبرتغال، وهي إحدى اللغات الرومنسية التي نشأت في جليقية بإسبانيا وشمال البرتغال، وهي من اللغات الغاليكية البرتغالية. تطورت اللغة البرتغالية عن اللغة اللاتينية التي تحدثت بها الشعوب ما قبل الرومانية في شبه الجزيرة الإيبيرية حوالي 2000 سنة مضت. في القرنين الخامس عشر والسادس عشر، انتشرت اللغة البرتغالية في جميع أنحاء العالم نتيجة توسع الإمبراطورية البرتغالية ونشاطها التجاري.
نتيجة لذلك فاللغة البرتغالية هي اللغة الرسمية في كل من البرازيل وأنغولا وموزمبيق والرأس الأخضر وساو تومي وبرينسيبي وغينيا بيساو وتيمور الشرقية. تشكل تلك البلدان بالإضافة إلى ماكاو في جمهورية الصين الشعبية ما يعرف بمجموعة البلدان المتحدثة بالبرتغالية. يعترف باللغة الميراندية كلغة رسمية أخرى في بعض أقاليم شمال البرتغال. يتكلم بها نحو 5000 آلاف شخص في البرتغال (كما يمكن أن يصل الرقم إلى 12,000 عند احتساب من يتحدثها كلغة ثانية.

### الدين

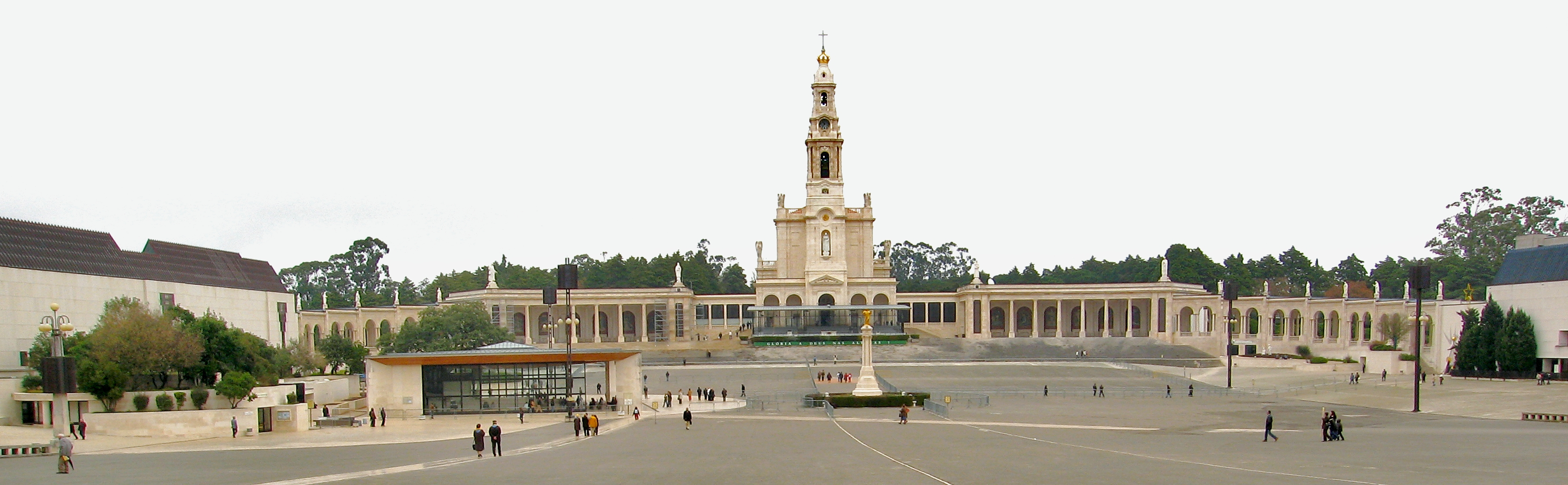
مزار فاتيما.

كانت الكاثوليكية ولأمد طويل الدين الرئيسي في البرتغال، وتُعرف البرتغال بتراثها الكاثوليكي الثقافي والغنيّ، حيث تمتلك البرتغال ثقافة كاثوليكية غنيَّة فهي مثل نظيراتها من الكنائس الأوروبية تملك مجموعة واسعة من الفنون والموسيقى المسيحيَّة، وتشرف الكنيسة البرتغاليَّة على واحد من أكبر مستودعات للعمارة الدينية والفنيَّة في العالم. كما وتربع على الكرسي الرسولي بابوين برتغاليين وهم داماسوس الأول ويوحنا الحادي والعشرون. أنجبت البرتغال العديد من القديسين الكاثوليك ومن بين الأكثر شهرة في العالم المسيحي أنطونيو من لشبونة ونونو ألفاريز بيريرا.
تم فصل الكنيسة عن الدولة رسمياً خلال الجمهورية البرتغالية الأولى (1910-1926) وتم التأكيد على هذا الفصل في الدستور البرتغالي لعام 1976. البرتغال هي دولة علمانية. عدا عن الدستور توجد وثيقتان أخرى تان حول الحرية الدينية هما قانون الحرية الدينية لعام 2001 وكونكورداتا لسنة 1940 (بصيغتها المعدلة في عام 1971) بين البرتغال والكرسي الرسولي.
وفقاً لكتاب حقائق العالم لوكالة المخابرات المركزية فإن 84.5% من السكان كاثوليك و2.2% يتبعون عقائد مسيحية أخرى.
تعود أغلب العطل والمهرجانات والتقاليد البرتغالية إلى أصل أو دلالة مسيحية. على الرغم من أن العلاقات بين الدولة البرتغالية والكنيسة الرومانية الكاثوليكية ودية ومستقرة عموماً منذ السنوات الأولى للأمة البرتغالية إلا أن قوة هذه العلاقات شهدت تقلبات عبر التاريخ. في القرنين الثالث عشر والرابع عشر، تمتعت الكنيسة بكل من الغنى والقوة النابعين من دورها في استعادة الهوية القومية البرتغالية وارتباطها الوثيق بنظام التعليم في البرتغالي، بما في ذلك أولى الجامعات. أدى نمو الإمبراطورية البرتغالية وراء البحار إلى جعل المبشرين وكلاء هامين في استعمار البلاد الجديدة من خلال التبشير والتعليم في جميع القارات المأهولة.
يوجد في البلاد أقلية بروتستانتية ومورمونية ومسلمة وهندوسية وسيخية والأرثوذكسية ومن شهود يهوه والبهائيين والبوذيين والجماعات اليهودية.

## الاقتصاد والبنية التحتية

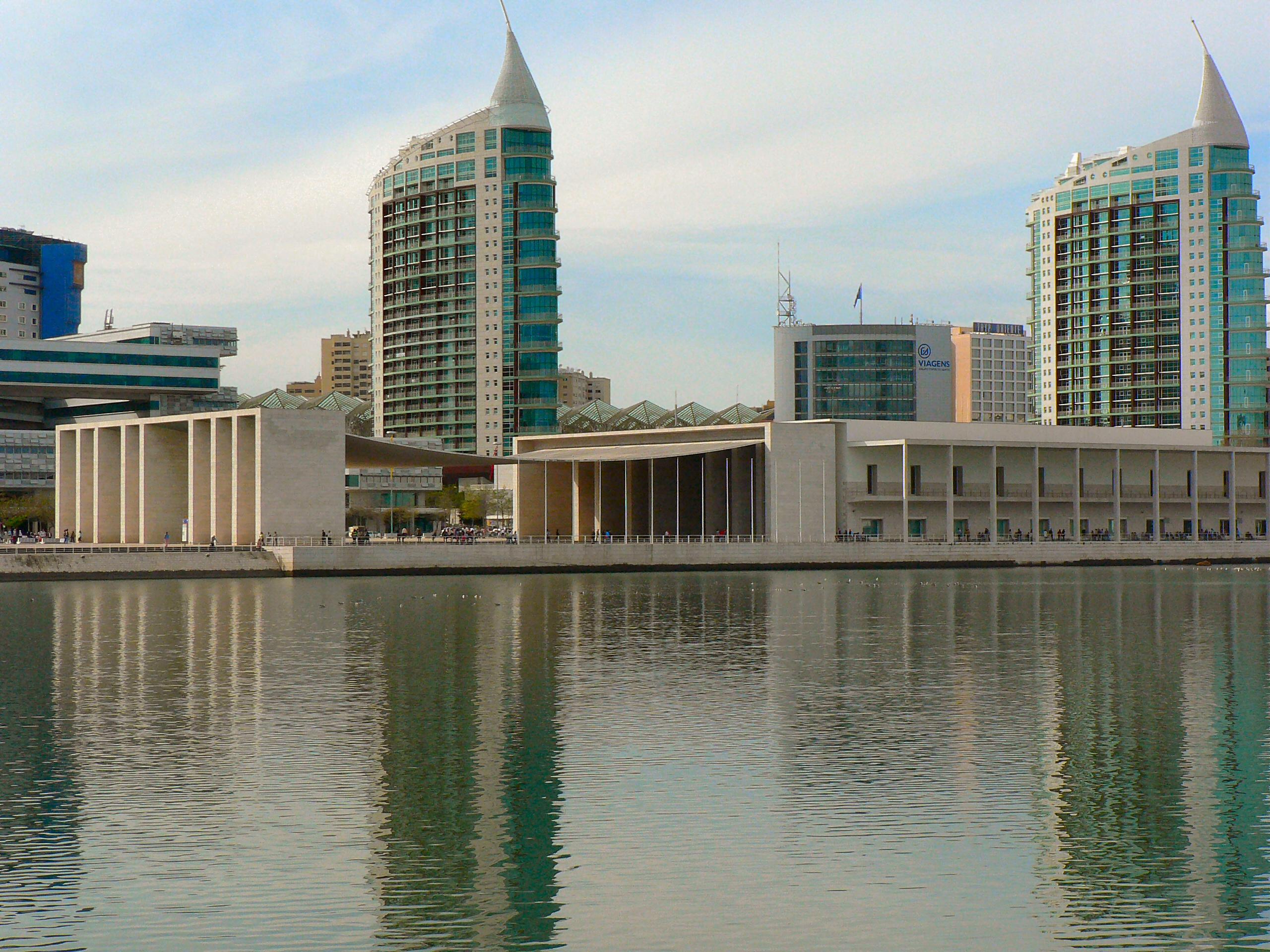
حديقة الأمة شرقي لشبونة

نموذج نمو الاقتصاد البرتغالي آخذ بالتبدل من اقتصاد يعتمد على الاستهلاك العام إلى اقتصاد يعتمد على الصادرات والاستثمار الخاص وتطوير قطاع التقنية العالية. لقد طغت الخدمات التجارية على الصناعات التقليدية مثل المنسوجات والملابس والأحذية والفلين (البرتغال التي هي أكبر منتج للفلين في العالم) والمنتجات الخشبية والمشروبات.
مع تغير نظام البلاد السياسي في عام 1974 بسبب ثورة القرنفل، بلغ النمو الاقتصادي ذروته مع نهاية واحدة من أبرز فتراته في البلاد والتي بدأت في الستينات.
تمتلك البرتغال تقليداً قوياً في قطاع مصايد الأسماك وهي واحدة من البلدان التي تمتلك أعلى معدل استهلاك أسماك للفرد.
السفر والسياحة قطاعان في غاية الأهمية بالنسبة للبرتغال حيث يتوقع أن يرتفع عدد الزوار إلى حد كبير على مدى السنوات الخمس المقبلة. ومع ذلك تواجه البرتغال منافسة من وجهات أوروبا الشرقية مثل كرواتيا التي تعرض مفاتن مماثلة للبرتغال وأرخص جداً. يجب على البرتغال التركيز على عوامل الجذب خاصتها مثل الصحة والطبيعة والسياحة الريفية للبقاء في طليعة منافسيها.
تتركز معظم الصناعة والأعمال التجارية والمالية في لشبونة وبورتو. مقاطعات افيرو وبراغا وكويمبرا وليريا هي أكبر المراكز الاقتصادية خارج هذين المجالين الرئيسية. بينما تم تطوير الصناعات الحديثة غير التقليدية والقائمة على التكنولوجيا مثل الطيران والتقنية الحيوية والبرمجيات في مواقع عدة في أنحاء البلاد. الفيركا وكوفيليا وإيفورا وبونتي دي سور هي المراكز الرئيسية لصناعة الطيران البرتغالية.
أبدى قطاع التأمين أداء جيداً مما عكس جزئياً التعميق السريع للسوق البرتغالية. ورغم حساسيته لأنواع مختلفة من الأسواق والمخاطر فإن التأمين على الحياة أو الممتلكات عموماً قادر على الصمود أمام عدد من الصدمات الشديدة رغم اختلاف نوعية التأثير من شركة لأخرى.
وضع تقرير التنافسية العالمية لعام 2005 والذي نشره المنتدى الاقتصادي العالمي القدرة التنافسية للبرتغال في المركز 22، لكن تقرير 2008-2009 وضع البرتغال في المركز 43 من أصل 134 بلداً وإقليماً. أما بحث نوعية الحياة الذي تجريه وحدة المعلومات التابعة للإيكونومست وضع البرتغال في المرتبة 19 من حيث نوعية الحياة في العالم لعام 2005، وذلك أمام بلدان أخرى متقدمة اقتصادياً وتقنياً مثل فرنسا وألمانيا والمملكة المتحدة وكوريا الجنوبية لكنها تقع 9 مراتب خلف جارتها الوحيدة إسبانيا. رغم ما سبق لا تزال البلاد تمتلك أدنى إجمالي ناتج محلي للفرد في أوروبا الغربية.
جرى استكشاف الأداء الضعيف للاقتصاد البرتغالي في نيسان / أبريل 2007 من قبل الإيكونومست التي وصفت البرتغال بأنها «رجل أوروبا المريض الجديد». بين 2002 - 2007 ارتفع معدل البطالة بنسبة 65% (270,500 عاطلون عن العمل في عام 2002 إلى 448,600 في عام 2007). بحلول أوائل ديسمبر/ كانون الأول عام 2009 بلغت نسبة البطالة 10.2% وهي الأعلى منذ 23 عاماً. في ديسمبر 2009، خفضت وكالة التصنيف ستاندرد آند بورز تقييمها الائتماني طويل الأجل إلى «سلبي» من «مستقر» معربة عن التشاؤم حول نقاط الضعف الهيكلية في اقتصاد البلاد وضعف القدرة التنافسية التي من شأنها أن تعوق النمو والقدرة على تعزيز قوتها المالية العامة وخفض الديون.
أصبح الفساد مسألة رئيسية ذات أهمية سياسية واقتصادية في البلاد. بعض الحالات اشتهرت جداً وظهرت تقارير عنها على نطاق واسع في وسائل الإعلام، مثل شؤون العديد من البلديات التي تضم مسؤولين المحليين ورجال أعمال، فضلاً عن عدد من السياسيين على نطاق أوسع من حيث المسؤوليات والسلطة.
أكبر الشركات المملوكة للدولة هي أغواس دي بورتوغال (مياه) وإيروبورتوس دي بورتوغال (مطارات) وكايخا جيرال دي ديبوزيتوس (مصرفي) وكومبويوس دي بورتوغال (سكك حديدية) وكامبانيا داس ليزيرياس (زراعة) وكوريوس دي بورتوغال (بريد) وراديو أي تيليفيزياو دي بورتوغال (إعلام) وتاب بورتوغال (طيران). يدار بعض الشركات السابقة من قبل الشركة الحكومية باربوبليكا القابضة وهي مساهم في عدة شركات من القطاعين العام والخاص. الشركات المملوكة للقطاع العام مثل إينيرجياس دي بورتوغال وسيمبور وغالب إينيرجيا وخيرونيمو مارتينز وميلينيوم بي سي بي وسوبورسيل بورتوسيل وبورتوغال تيليكوم وسوناي هي من بين أكبر الشركات في البرتغال من حيث عدد العاملين وصافي الدخل. تدرج أغلب تلك الشركات الكبرى في البورصة.
البورصة الرئيسية في البرتغال هي لشبونة يورونكست والتي هي جزء من بورصة نيويورك يورونكست وهي أول بورصة عالمية. بي اس آي - 20 هو مؤشر بورصة البرتغال الأكثر انتقائية والمعروف على نطاق واسع. تمتلك مجموعة فولكس فاجن للسيارات أوتويوروبا مصنع تجميع في بالميلا وهو من بين أكبر مشاريع الاستثمار الأجنبي المباشر في البرتغال. بنك البرتغال المركزي هو مصرف بانكو دي بورتوغال الذي هو جزء لا يتجزأ من النظام الأوروبي للبنوك المركزية.

### الطاقة

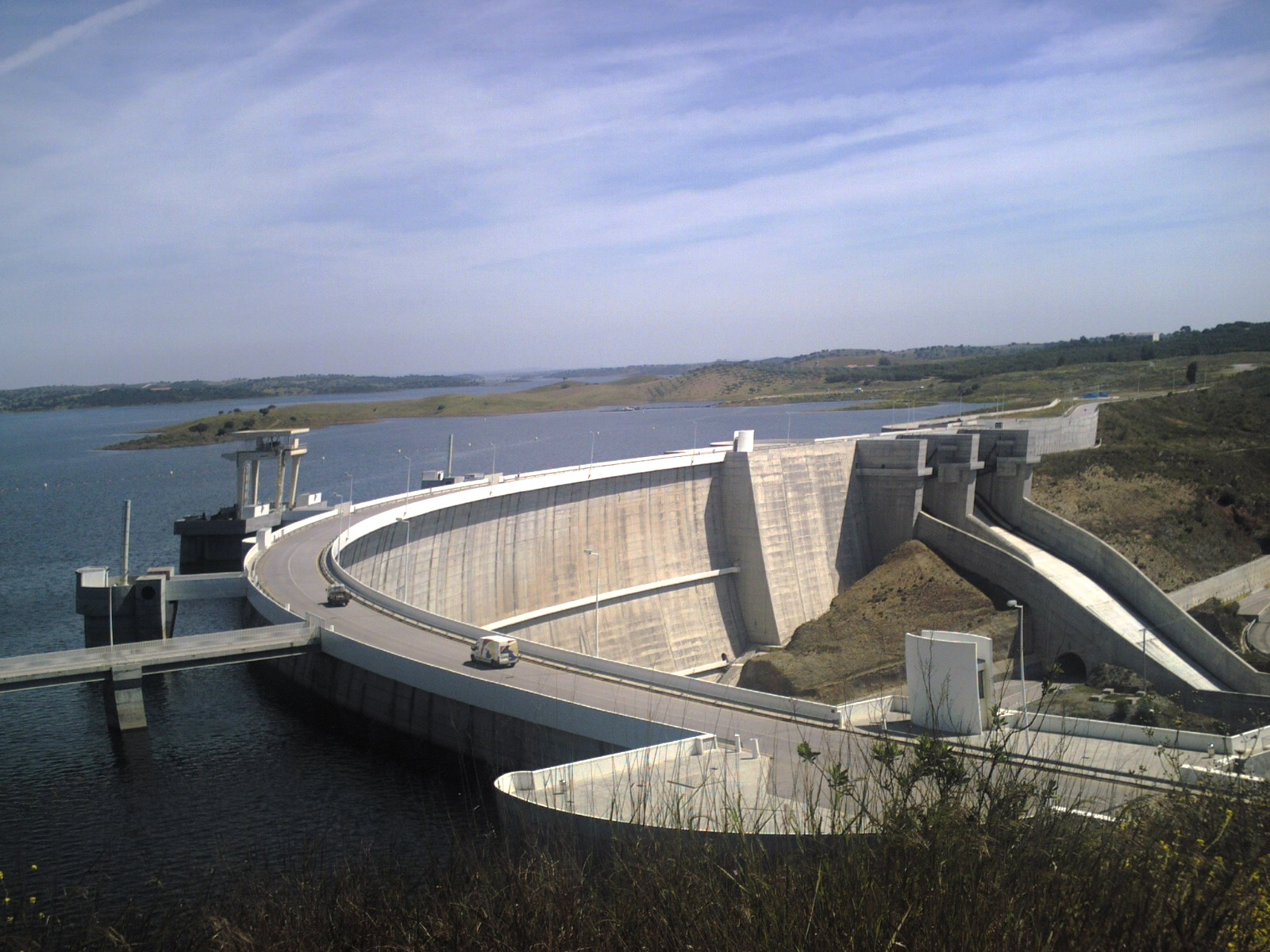
سد ألكيفا في ألينتيخو. مشروع ألكيفا هو نظام ري وطاقة كهرمائية، تم إنشاؤه في أكبر بحيرة صناعية في أوروبا.

في عام 2006 بدأت أكبر شركات الطاقة في البلاد في تشغيل محطة توليد الكهرباء بالطاقة الشمسية في جنوب البلاد المشمس. بينما افتتحت أولى مزارع الطاقة الموجية التجارية في العالم في أكتوبر 2006 في المنطقة الشمالية. اعتباراً من عام 2006 كان 66% من إنتاج الكهرباء من الفحم الحجري ومحطات الطاقة بالوقود. بينما أنتج ما مجموعه 29% من الطاقة الكهرومائية و6% من طاقة الرياح.
في عام 2008 وصلت نسبة الطاقة المتجددة من طاقة البلاد 43% من الكهرباء المستهلكة في البلاد، وذلك رغم انخفاض إنتاج الطاقة الكهرومائية بسبب الجفاف الشديد الذي يؤثر بشكل منتظم في البلاد. واعتباراً من يونيو 2010 فاقت صادرات الكهرباء وارداتها حيث وصلت نسبة الطاقة المتجددة إلى 70% من الإنتاج الوطني.

### العمال
على الرغم من كون البلاد من البلدان المتقدمة وذوات الدخل المرتفع إلا أنها تمتلك أدنى ناتج محلي إجمالي للفرد الواحد في أوروبا الغربية ويعاني سكانها من أحد أدنى دخل للفرد بين الدول الأعضاء في الاتحاد الأوروبي. وفقاً ليوروستات امتلكت سادس أدنى قدرة شرائية من بين الدول ال 27 الأعضاء في الاتحاد الأوروبي للفترة 2005-2007.
يبلغ متوسط الأجر في البرتغال 804.22 € شهرياً بينما الحد الأدنى للأجور الذي ينظمه القانون يصل € 475 شهرياً. رسمياً في عام 2008 انخفض معدل البطالة إلى 7.3% في الربع الثاني من عام 2008. ومع ذلك فإنه ارتفع على الفور مرة أخرى إلى معدلات أعلى. تجاوزت معدلات البطالة في كانون الأول / ديسمبر 2009 حاجز 10% على الصعيد الوطني وبحلول عام 2010 كانت حوالي 11%.

## العلوم والتقنية

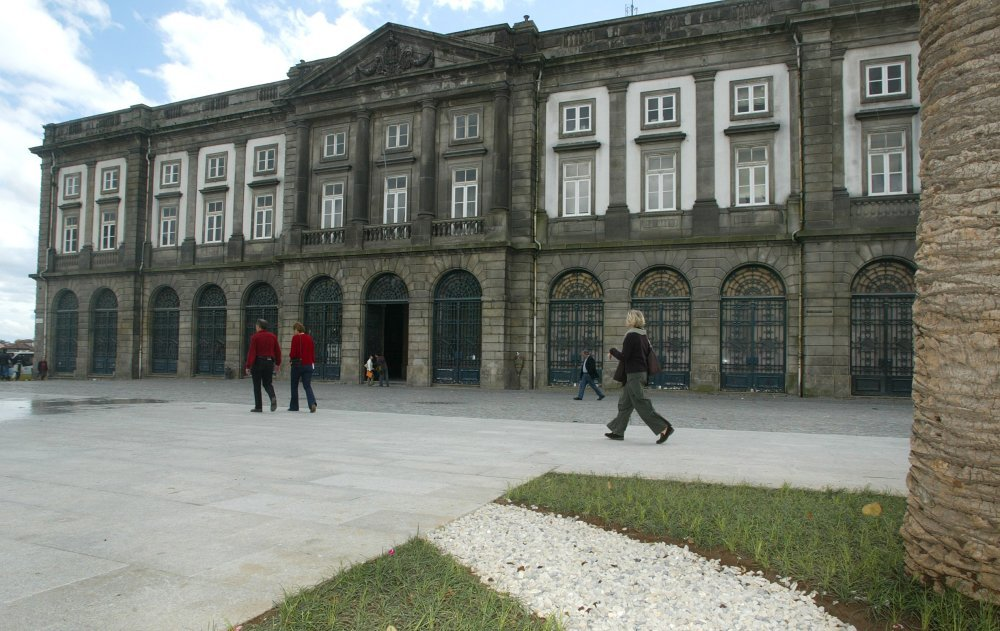
المقر الرئيسي لجامعة بورتو أكبر الجامعات البرتغالية

تجري الأنشطة العلمية والبحوث التقنية في البرتغال بشكل رئيسي في إطار شبكة من وحدات البحث والتطوير التابعة لجامعات حكومية ومعاهد بحوث مستقلة تديرها الدولة مثل المعهد الوطني للهندسة والتقنية والابتكار والمعهد الوطني للمصادر الحيوية. يجري تمويل وإدارة نظام البحوث من طرف وزارة العلوم والتكنولوجيا والتعليم العالي ومؤسسة العلوم والتقنية التابعة لها. أكبر وحدات البحث والتطوير في الجامعات الحكومية من حيث إجمالي حجم المنح البحثية واستعراض الأقران للمنشورات تشمل معاهد بحوث العلوم الحيوية مثل معهد الطب الجزيئي ومركز العلوم العصبية والحيوية الخلوية ومعهد علم المناعة والتشريح المرضي الجزيئي في جامعة بورتو ومعهد البيولوجيا الخلوية والجزيئية.
من بين الجامعات الخاصة، تبرز مراكز البحوث التالية: مخبر التعبير العاطفي الوجهي. أما من مراكز البحوث المدعومة من الدولة والمعروفة عالمياً في الحقول الأخرى مخبر تقنية النانو الإيبيري الدولي وهو جهد بحثي مشترك بين كل من البرتغال وإسبانيا. من بين أكبر المؤسسات البحثية غير المملوكة للدولة في البرتغال معهد غولبنكيان للعلوم ومؤسسة شامباليمو التي تمنح إحدى أكبر الجوائز النقدية العلمية العالمية. هناك عدد من الشركات الصناعية وشركات التقنية العالية متعددة الجنسيات وهي أيضا مسؤولة عن مشاريع البحث والتطوير. واحدة من أقدم المجتمعات المستفادة في البرتغال هي أكاديمية العلوم في لشبونة التي تأسست في عام 1779.

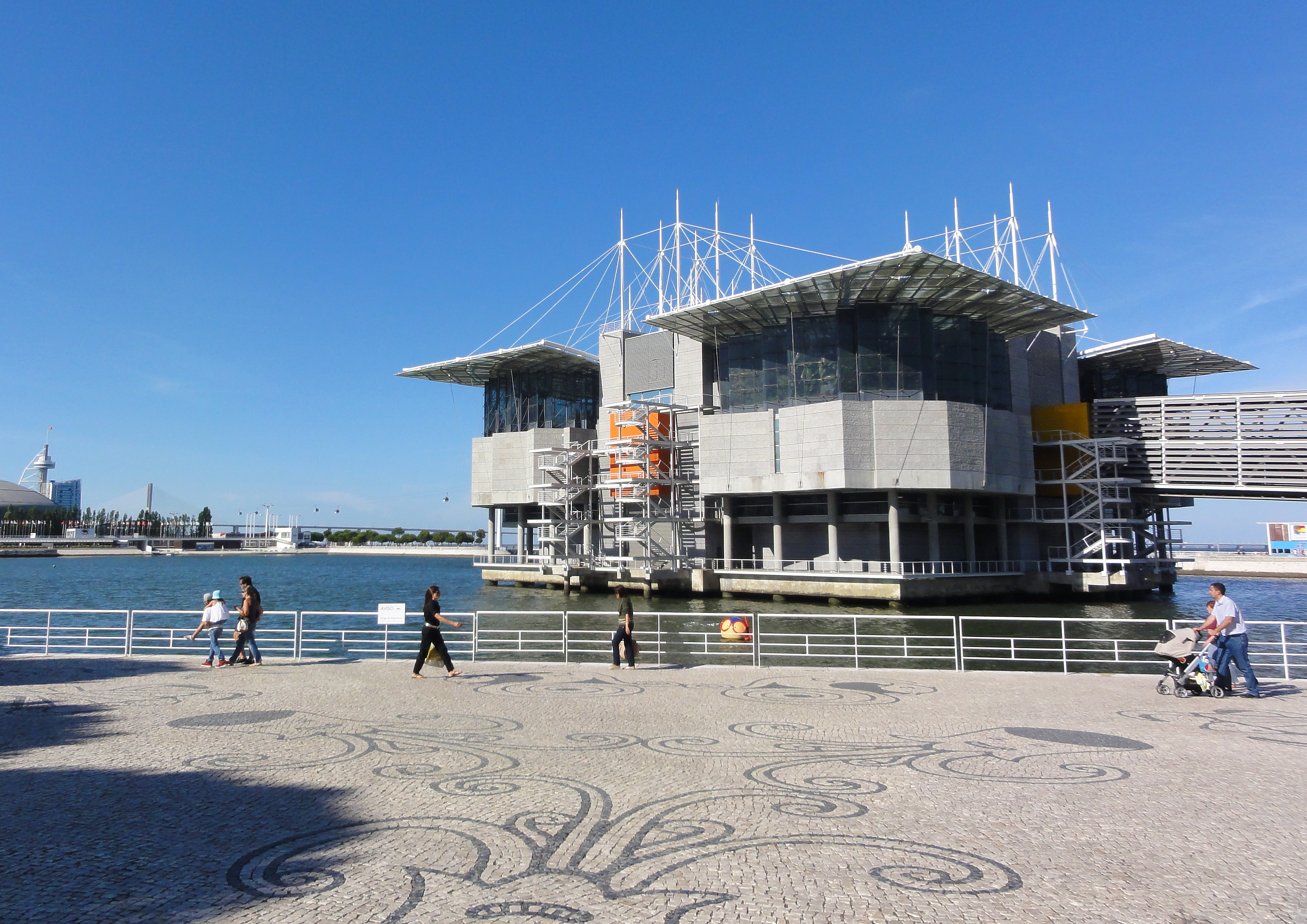
أوشيناريوم لشبونة.

أقامت البرتغال اتفاقات مع العديد من المنظمات العلمية الأوروبية رامية إلى العضوية الكاملة. تشمل هذه وكالة الفضاء الأوروبية (إيسا) والمختبر الأوروبي لفيزياء الجسيمات (سيرن) وايتر والمرصد الأوروبي الجنوبي (إيسو). دخلت البرتغال في اتفاقات تعاون مع معهد ماساتشوستس للتكنولوجيا (الولايات المتحدة) وغيرها من المؤسسات في أمريكا الشمالية لمواصلة تطوير وزيادة فعالية التعليم العالي والبحث العلمي البرتغالي.
تمتلك البرتغال أكبر حوض أسماك في أوروبا وهو أوشيناريوم لشبونة، كما يمتلك البرتغاليون العديد من المنظمات البارزة وغيرها من المعارض التي تركز على العلوم ذات الصلة مثل وكالة الدولة سيينسيا فيفا وهو برنامج وزارة العلوم والتكنولوجيا البرتغالية لتعزيز الثقافة العلمية والتقنية بين البرتغاليين، ومتحف العلوم في جامعة كويمبرا والمتحف الوطني للتاريخ الطبيعي في جامعة لشبونة.
أدى ظهور ونمو العديد من المجمعات العلمية في جميع أنحاء العالم إلى خلق الآلاف من المؤسسات التجارية والعلمية والتكنولوجية المستندة إلى المعرفة، وبدأت البرتغال في تطوير العديد من المجمعات العلمية في جميع أنحاء البلاد. تشمل هذه تاغوس بارك (في اويراس) وآي بارك كويمبرا (في كويمبرا) وبيوكانت (في كانتانييدي) وماديرا تكنوبولو (في فونشال) وسينيس تكنوبولو (في سينيس) وتيكمايا (في مايا) وباركوربيس (في كوفيليا). تتخذ الشركات مواقع لها في واحة العلوم البرتغالية للاستفادة من مجموعة متنوعة من الخدمات تتراوح بين تقديم المشورة المالية والقانونية إلى الدعم التسويقي والتقني.
ايجاس مونيز وهو طبيب برتغالي طور التصوير الوعائي الدماغي وبضع مقدمة الفص الجبهي وتلقى في عام 1949 جائزة نوبل في علم وظائف الأعضاء أو الطب حيث أصبح أول برتغالي ينال الجائزة وهو الوحيد في مجال العلوم.
تشمل الجهود البحثية في شبه الجزيرة الإيبيرية المدعومة من الدولة المختبر الإيبيري الدولي لتقنية النانو ومنصة Ibercivis للحوسبة الموزعة. البرتغال عضو في المنظمات العلمية لعموم أوروبا، مثل وكالة الفضاء الأوروبية وسيرن والمفاعل الدولي للضوء التجريبي الدولي والمرصد الأوروبي الجنوبي. تمتلك البرتغال أكبر حوض أسماك في أوروبا، وهو متحف لشبونة المائي، وفيها منظمات بارزة أخرى تركز على المعارض المتعلقة بالعلم والإفصاح مثل الوكالة الحكومة Ciência Viva، المتحف العلمي بجامعة كويمبرا، والمتحف الوطني للتاريخ الطبيعي في جامعة لشبونة، وفيجيناريوم. وضعت المفوضية الأوروبية 2011 الابتكار في البرتغال في المرتبة 15، مع زيادة في الإنفاق على الابتكار والإنتاج. جاءت البرتغال في المرتبة الـ30 في مؤشر الابتكار العالمي عام 2023، وتراجعت مركزاً واحداً في مؤشر عام 2024 لتصبح في المركز 31.

## التعليم في البرتغال

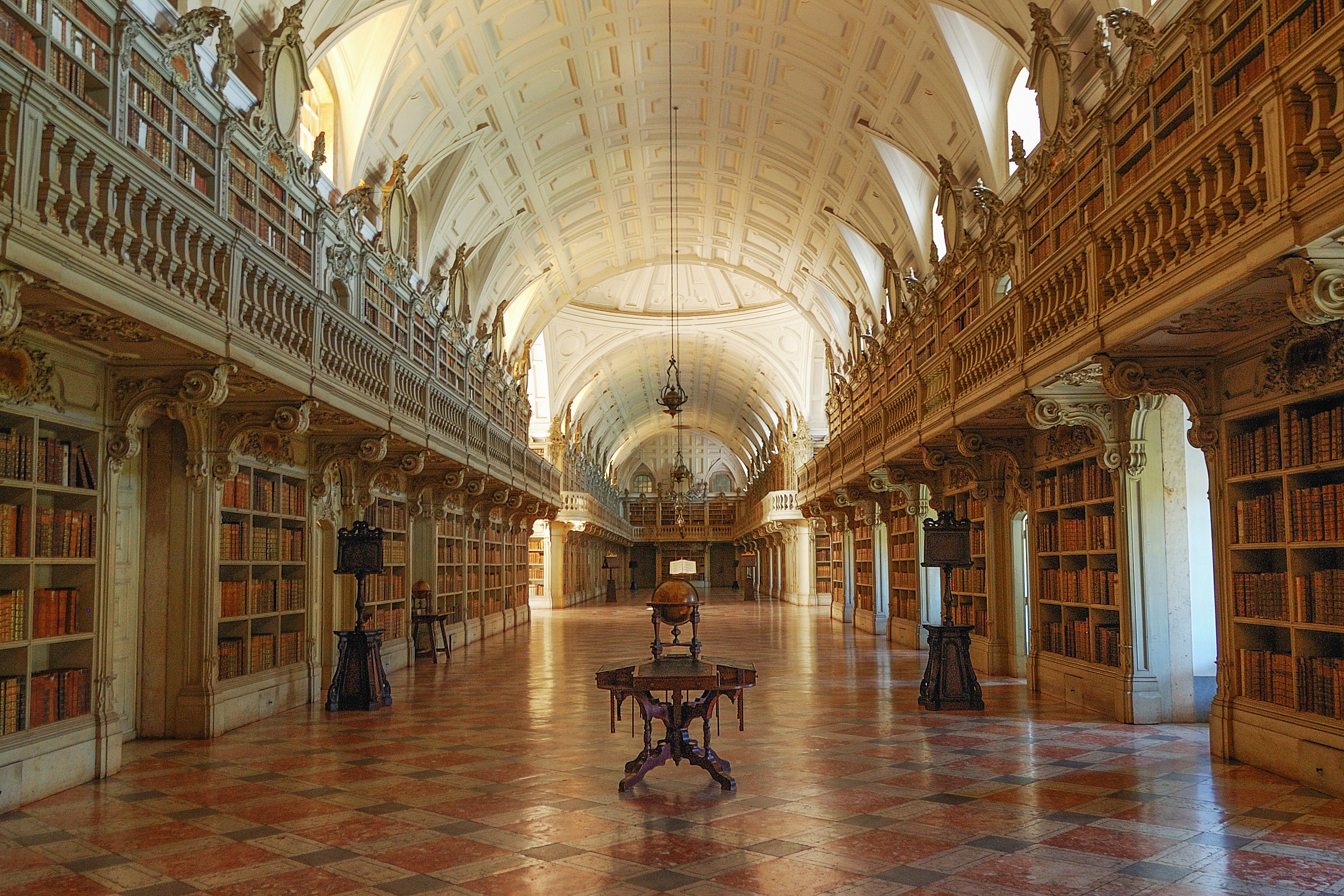
مكتبة دير مافرا

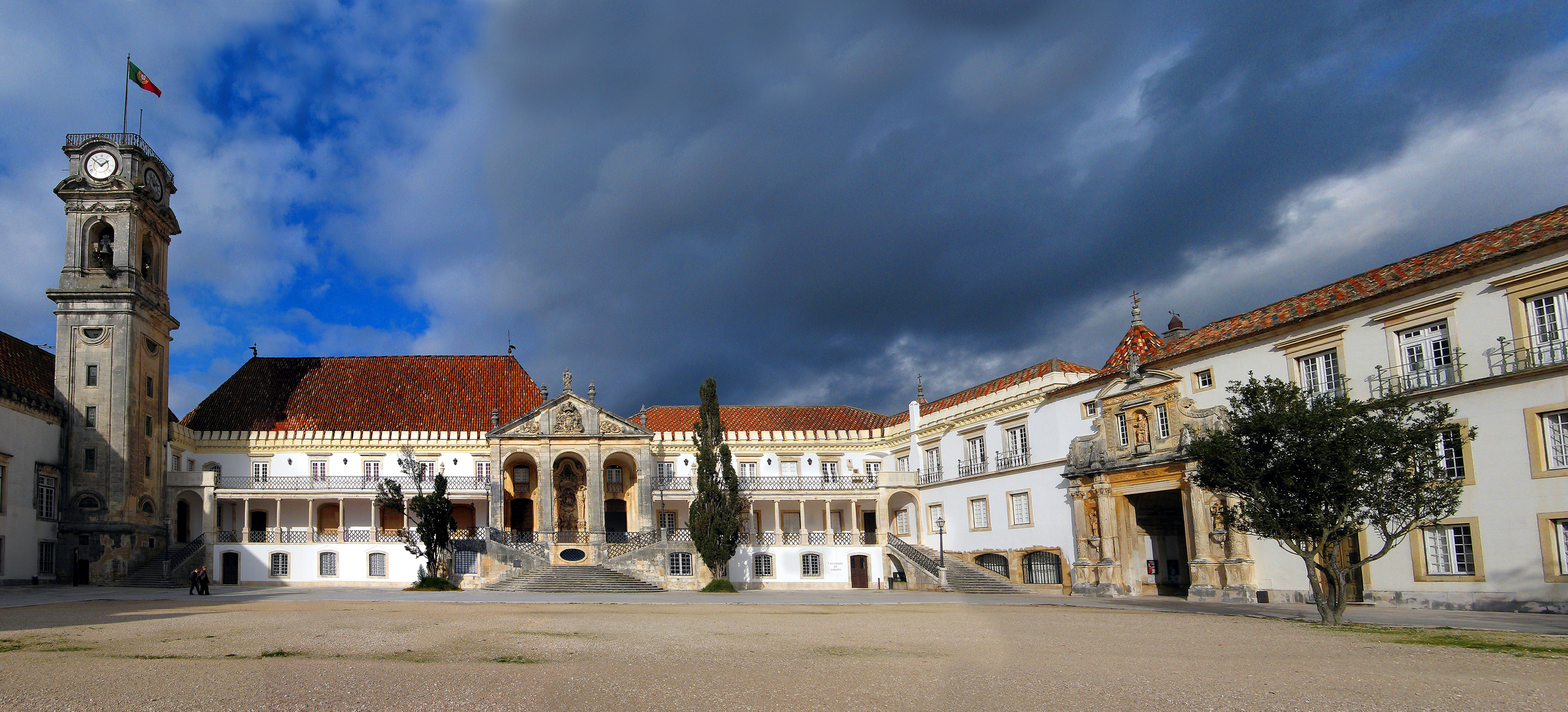
برج جامعة كويمبرا وهي واحدة من أقدم الجامعات في العالم.

ينقسم نظام التعليم في البرتغال إلى مرحلة ما قبل المدرسة (لمن تقل أعمارهم عن 6 سنوات) والتعليم الأساسي (9 سنوات على ثلاث مراحل إلزامية) والتعليم الثانوي (3 سنوات حتى الصف الثاني عشر) والتعليم العالي (الجامعة والعلوم التطبيقية).
يبلغ إجمالي معدل محو الأمية نسبة 95%. بينما عدد المسجلين في المدارس الابتدائية البرتغالية يقرب من 100%. وفقاً للبرنامج الدولي لتقييم الطلاب فإن الطالب البرتغالي بعمر 15 سنة ليس الأفضل تصنيفاً من حيث معرفة القراءة والرياضيات وعلوم المعرفة في منظمة التعاون والتنمية الاقتصادية حيث تعادل تقريباً الطليان وأعلى بقليل من دول مثل اليونان وتركيا والمكسيك. يذهب حوالي 35% من الطلاب بعمر 20 عاماً إلى إحدى مؤسسات الدولة للتعليم العالي (مقارنة مع 50% في الولايات المتحدة و35% في بلدان منظمة التعاون والتنمية الاقتصادية). بالإضافة إلى كونها وجهة رئيسية للطلاب الدوليين، فإن البرتغال أيضاً تصدر العديد من الطلاب نحو الخارج. بلغ تعداد جميع طلبة التعليم العالي سواء المحليون أو الدوليون 380,937 طالباً في عام 2005.
تمتلك البرتغال جامعات منذ عام 1290. تأسست أقدم جامعة برتغالية في لشبونة قبل أن تنتقل إلى كويمبرا. أما أكبر جامعة في البرتغال فهي جامعة بورتو. تقسم عادة الجامعات إلى كليات. المعاهد والمدارس أيضاً هي تسميات أخرى لمؤسسات التعليم العالي البرتغالي وتستخدم دائماً في نظام العلوم التطبيقية. اعتمدت برنامج بولونيا منذ عام 2006 من قبل الجامعات والمعاهد التطبيقية البرتغالية. يقدم التعليم العالي في المؤسسات التعليمية التي تديرها الدولة على أساس تنافسي.

## الصحة

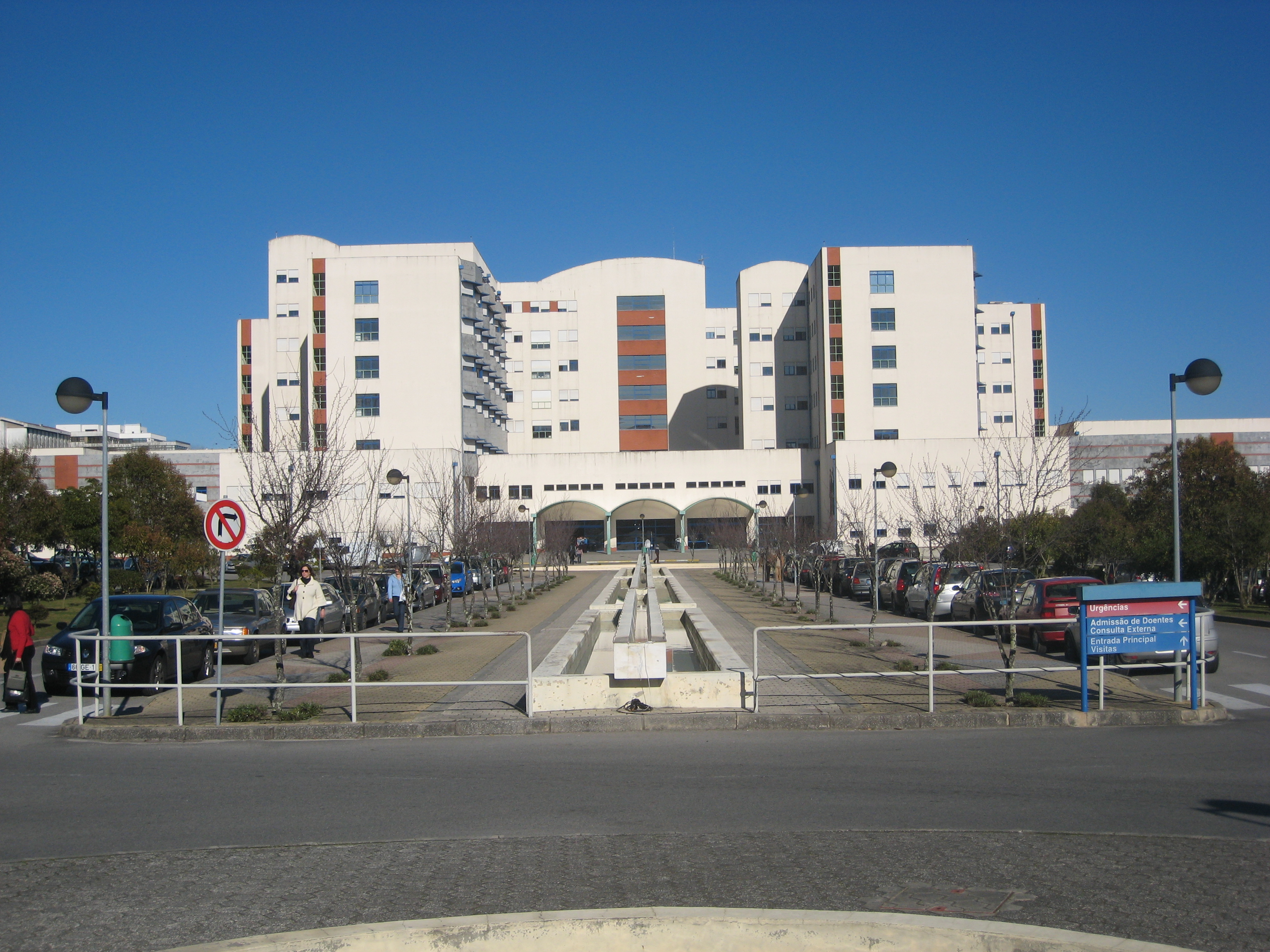
مشفى ساو تيوتونيو في فيزيو

وفقاً لأحدث تقارير التنمية البشرية، فإن متوسط العمر المتوقع في عام 2007 كان 78.6 عاماً.
يتميز النظام الصحي البرتغالي بوجود ثلاثة أنظمة: الخدمة الصحية الوطنية والتأمين الصحي الاجتماعي الخاص لبعض المهن (نظم صحية فرعية) والتأمين الصحي الخاص الطوعي. تؤمن دائرة الصحة الوطنية تغطية شاملة. بالإضافة إلى ذلك حوالي 25% من السكان تشملهم النظم الفرعية الصحية و10% من خطط التأمين الخاصة و7% أخرى من جانب التمويل التعاوني.
وزارة الصحة هي المسؤولة عن وضع السياسات الصحية فضلاً عن إدارة الصحة الوطنية. خمس إدارات صحة إقليمية مسؤولة عن تنفيذ أهداف السياسة الصحية الوطنية ووضع مبادئ توجيهية وبروتوكولات والإشراف على تقديم الرعاية الصحية. تهدف الجهود اللامركزية في تحويل المسؤولية المالية والإدارية إلى الجهة الإقليمية. في الممارسة العملية يقتصر الحكم الذاتي في الإدارات الصحية الإقليمية حول تحديد الميزانية والإنفاق على الرعاية الصحية الأولية.
يتم تمويل خدمة الصحة الوطنية من خلال فرض الضرائب. مساهمات صاحب العمل (بما في ذلك الدولة) والموظف تمثل مصادر التمويل الرئيسية لنظم الصحة الفرعية. بالإضافة إلى ذلك فإن المدفوعات المباشرة من قبل المريض وأقساط التأمين الصحي الاختياري تشكل نسبة كبيرة من التمويل.
على غرار غيرها من دول اليورو، فإن الأمراض غير السارية هي سبب الوفيات الأعلى في البرتغال. معدل الوفيات من أمراض القلب والأوعية الدموية أعلى منها في منطقة اليورو، إلا أن اثنين من عناصره الرئيسية وهما احتشاء العضلة القلبية والأمراض الدماغية الوعائية تظهر اتجاهات عكسية مقارنة مع منطقة اليورو بينما تشكل الأمراض القلبية الوعائية مصدر الوفاة الرئيس في البرتغال (17%). نسبة الوفيات في البرتغال من السرطان أقل 12% منها في منطقة اليورو لكن معدل لا ينخفض بنفس سرعته في منطقة اليورو. السرطان أكثر شيوعاً بين الأطفال وكذلك بين النساء الذين تقل أعمارهم عن 44 عاماً. على الرغم من أن سرطان الرئة (يزداد ببطء بين النساء) وسرطان الثدي (يتناقص بسرعة) نادران إلا أن سرطان عنق الرحم والبروستات أكثر شيوعا. تعاني البرتغال من أعلى معدل وفيات بالسكري في اليورو وهناك زيادة حادة منذ أواخر الثمانينات.
انخفض معدل وفيات الرضع في البرتغال بشدة منذ الثمانينات عندما كانت نسبة الوفيات خلال العام الأول من الولادة 24 من بين كل 1000؛ بينما هي الآن حوالي 3 حالات وفاة لكل 1000 ولادة. يعزى هذا التحسن بشكل رئيسي إلى انخفاض في معدل وفيات الأطفال حديثي الولادة من 15.5 إلى 3.4 من كل ألف ولادة.
يحصل البرتغاليون على معرفة جيدة بوضعهم الصحي والآثار الإيجابية والسلبية لسلوكهم على صحتهم واستخدامهم لخدمات الرعاية الصحية. مع ذلك فإن تصوراتهم عن صحتهم تختلف عن توقعات الإداريين والقائمين على الدراسات البيانية حول مستويات المرض بين السكان. وهكذا فإن نتائج المسح حول الإبلاغ الذاتي عن المستوى الصحي تكمل غيرها من البيانات عن الوضع الصحي واستخدام الخدمات. فقط ثلث البالغين يصنف حالتهم الصحية بأنها جيدة أو جيدة جداً في البرتغال (كازمل وزملاءه 2004). هذه النسبة هي الأدنى بين دول منطقة اليورو وتعكس الحالة السلبية نسبياً في البلاد من حيث معدل الوفيات والمراضة المختارة.

## النقل والمواصلات

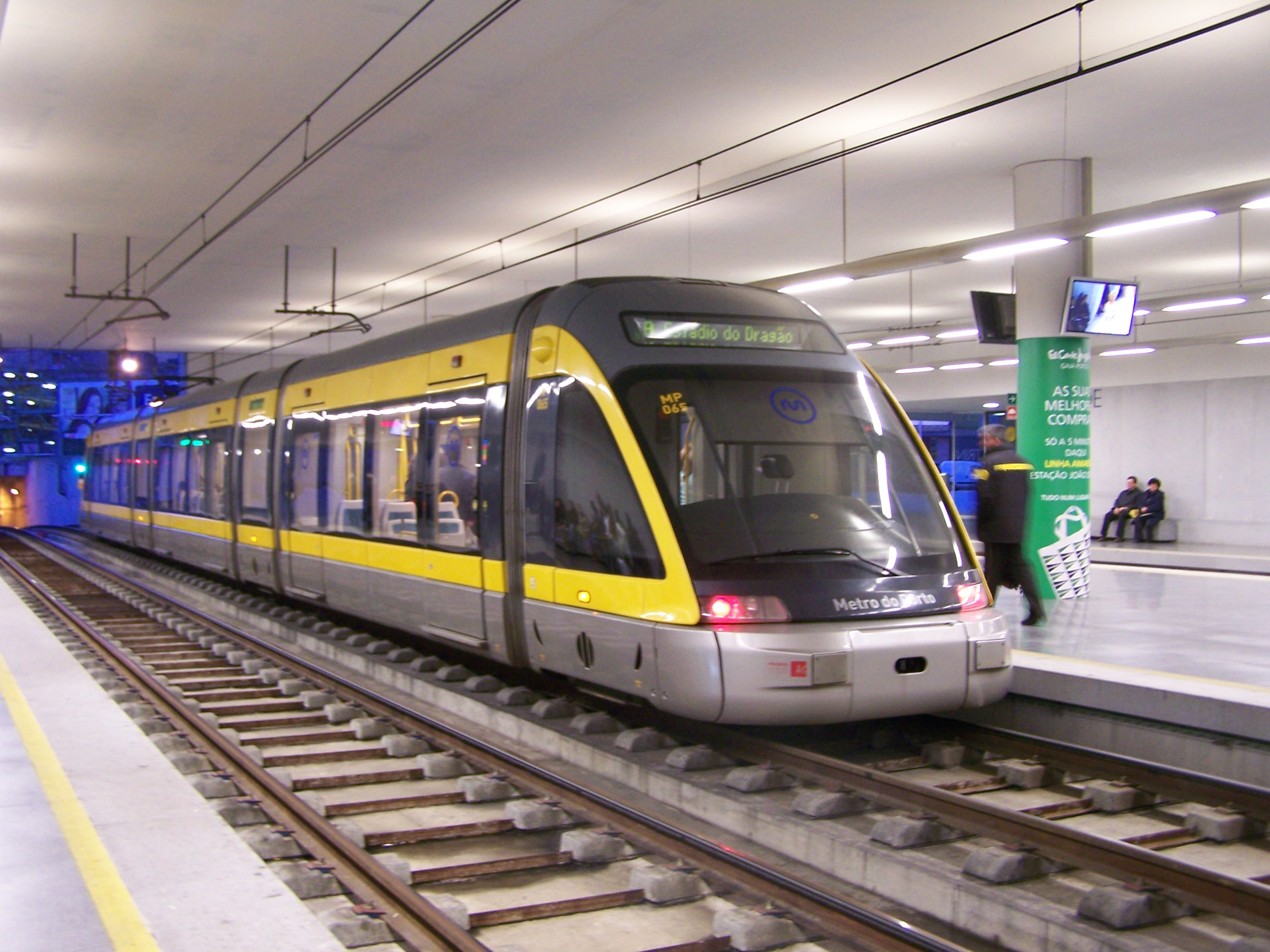
مترو بورتو

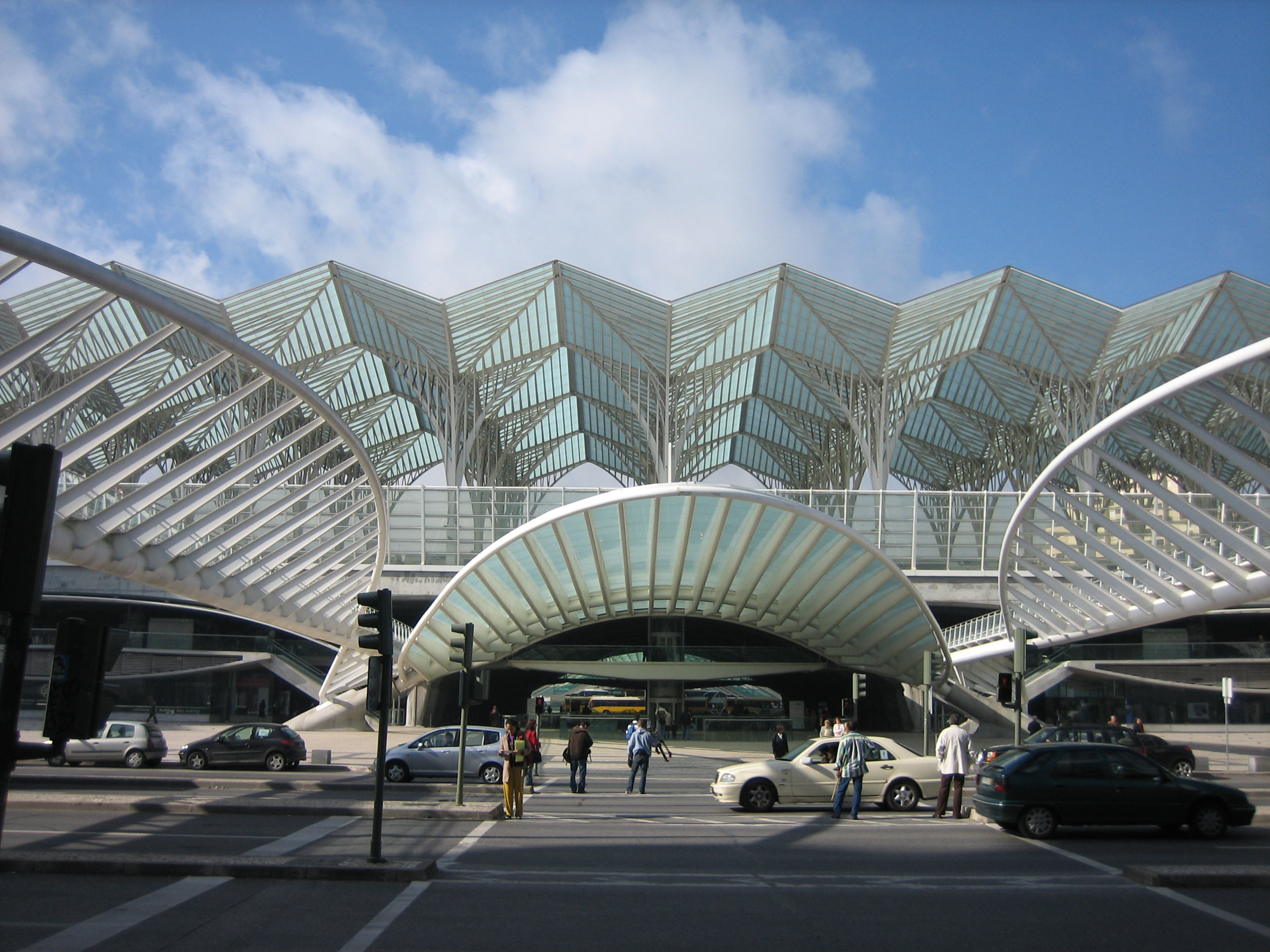
محطة الشرق (غاري دو أرينتي) في لشبونة.

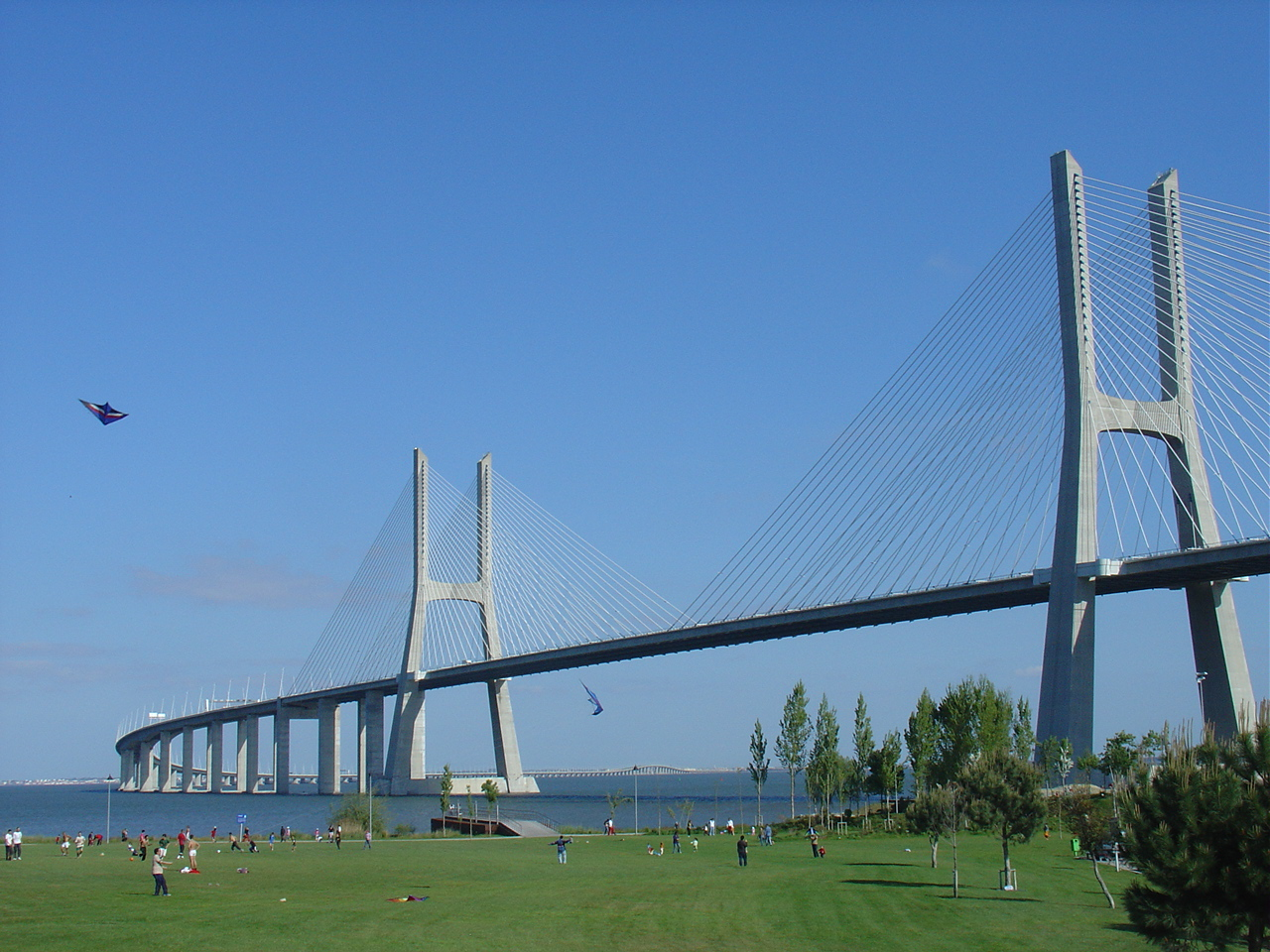
جسر فاسكو دا غاما فوق نهر تاغوس وهو أطول جسر في أوروبا.

اعتبر قطاع النقل أولوية في بداية السبعينات بسبب النمو الاقتصادي السريع ومرة أخرى في التسعينات. بعد ثورة القرنفل عام 1974 وبضغط من الاستخدام المتزايد للسيارات والاستهلاك الشامل. تمتلك البلاد 68,732 كم (42,708 ميل) من الطرق منها ما يقرب من 3000 كم (1864 ميل) من نظام 44 طرق سريعة. البرتغال من بين أولى دول العالم امتلاكاً للطرق السريعة حيث افتتح أولها في عام 1944 وربط بين لشبونة والاستاد الوطني وهو الطريق السريع لشبونة كاسكايس (حالياً أيه5). مع ذلك وعلى الرغم من بناء بضعة طرق أخرى في عام 1960 وعام 1970 إلا أنه وحتى أواخر عام 1980 بدأ بناء الطرق السريعة على نطاق واسع.
تأسست بريزا عام 1972 وهي أكبر امتياز إدارة طرق سريعة. تمتلك البرتغال القارية ثلاثة مطارات دولية قرب لشبونة وبورتو وفارو. تقدم خدمات القطارات كومبويوس دي بورتوغال. تقع الموانئ البحرية الرئيسية في ليكسويس وافيرو وفيغيريا دا فوز ولشبونة وسيتوبال وسينيس وفارو.
تمتلك أكبر منطقتان حضريتان أنظمة مترو الأنفاق وهما مترو لشبونة ومترو سول دو تيخو في منطقة العاصمة لشبونة وبورتو مترو في منطقة بورتو الحضرية. لكل منها أكثر من 35 كيلومتراً (22 ميلا) من الخطوط. تزود كامبانيا دي كاريس دي فيرو دي لسبوا خدمات الترام في لشبونة ولأكثر من قرن. بدأ العمل في بورتو على شبكة الترام في 12 سبتمبر 1895 لكن لم يبق منها حالياً سوى خط سياحي على شواطئ دويرو وكانت الأولى من نوعها في شبه الجزيرة الايبيرية. جميع المدن والبلدات الرئيسية والمحلية الخاصة بها شبكة النقل الحضري، فضلا عن خدمات سيارات الأجرة.
يبلغ طول السكك الحديدية لنقل الركاب والبضائع 2791 كيلومتر (1734 ميل) منها 1430 كلم (889 ميل) مكهرب ونحو 900 كلم (559 ميل) يسمح بسرعة أكبر من 120 كم / ساعة (75 ميلا في الساعة). يدير شبكة السكك الحديدية شركة ريفير بينما تدير شركة كامينيوس دي فيرو بورتوغيزيس نقل الركاب والبضائع وكلاهما من الشركات العامة. في عام 2006 نقلت السكك الحديدية البرتغالية 133 مليون راكب و9750000 طن من السلع.
موقع لشبونة الجغرافي يجعل منها نقطة توقف لشركة طيران أجنبية كثيرة في جميع مطارات البلاد. قررت الحكومة بناء مطار جديد خارج لشبونة في ألكوشيتي ليحل محل مطار بورتيلا لشبونة. في الوقت الراهن أهم المطارات هي مطار لشبونة وفارو وبورتو وفونشال (ماديرا) وبونتا ديلجادا (جزر الأزور) التي تديرها مجموعة سلطة المطارات الوطنية ايروبورتوس دي بورتوغال.

## الثقافة

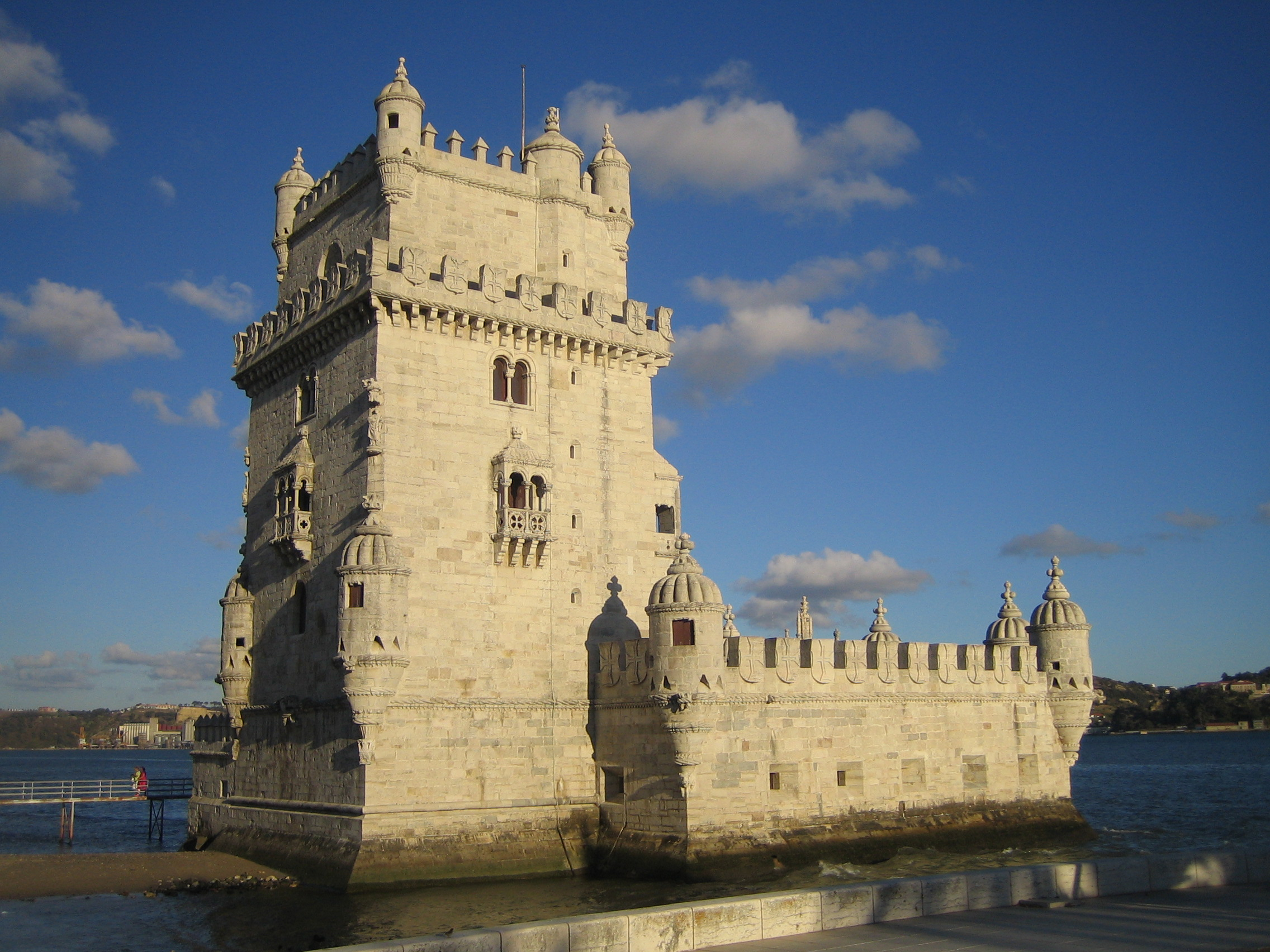
برج بيليم في لشبونة. البرج على قائمة اليونسكو للتراث العالمي وهو نمطي للعمارة البرتغالية المانويلية

طورت البرتغال ثقافتها الخاصة رغم تأثرها بمختلف الحضارات التي عبرت البحر الأبيض المتوسط والقارة الأوروبية أو خلال عصر الاستكشاف.
منذ تسعينات القرن الماضي رفعت البرتغال من عدد المرافق الثقافية العامة، بالإضافة إلى مؤسسة كالوست غولبنكيان التي أنشئت في عام 1956 في لشبونة. من بين هذه المرافق مركز بيليم الثقافي في لشبونة، ومؤسسة سيرالفيس وكاسا دا موزيكا وكلاهما في بورتو، فضلاً عن مرافق ثقافية عامة جديدة مثل المكتبات البلدية وقاعات الحفلات الموسيقية التي تم بناؤها أو تجديدها في العديد من البلديات في جميع أنحاء البلاد.

### العمارة
العمارة البرتغالية التقليدية متميزة وتشمل الطراز المانويلي والمعروف أيضاً باسم البرتغالي القوطي المتأخر، ونمط مركب فخم برتغالي من الزخرفة المعمارية في العقود الأولى من القرن السادس عشر حيث يشمل دمج العناصر البحرية وتمثيل عصر الاستكشاف البرتغالي. قدمت البرتغال الحديثة العديد من المهندسين المعماريين المشاهير مثل ادواردو سوتو دي مورا وألفارو سيزا فييرا وغونزالو بيرن. أما على الصعيد الوطني فيشتهر توماس تافييرا.

### السينما
تمتلك السينما البرتغالية تقاليد عريقة وتعود في بداياتها إلى الوسط المتوفر في أواخر القرن التاسع عشر. من المخرجين البرتغاليين آرثر دوارتي وأنطونيو لوبيز ريبيرو وبيدرو كوستا ومانويل دي أوليفيرا وأنطونيو بيدرو فاسكونسيلوس وجواو بوتيليو وليونيل فييرا، وهم من بين من اكتسبوا شهرة بارزة. من بين الممثلين السينمائيين البرتغاليين جواكيم دي ألميدا ودانييلا روا وماريا دي ميديروس وديوغو إنفانتي وسورايا شافيز وفاسكو سانتانا وريبيرينيو وأنطونيو سيلفا وآخرون.

### الأدب

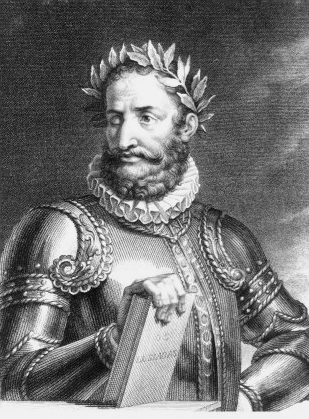
لويس دي كامويس، شاعر برتغالي من القرن السادس عشر.

الأدب البرتغالي هو أحد أوائل الآداب الغربية وتطور من خلال النص والأغنية. حتى 1350، نشر الشعراء المتجولون البرتغاليون الجاليكيون تأثيرهم الأدبي على معظم شبه الجزيرة الإيبيرية. جيل فيسنتي (1465 - 1536) كان واحداً من مؤسسي التقاليد الدرامية في كل من الإسبانية والبرتغالية.
كتب المغامر والشاعر لويس دي كامويس (حوالي 1524-1580) القصيدة الملحمية «أوس لوسياداس»، حيث كانت تحت التأثير الرئيسي للإنياذة لفرجيل. يتجذر الشعر البرتغالية الحديث في الأنماط الكلاسيكية الجديدة والمعاصرة حيث يشهد على ذلك فرناندو بيسوا (1888-1935). يمثل الأدب الحديث البرتغالي مؤلفون مثل ألميدا غاريت وكاميلو كاستيلو برانكو وإيسا دي كيروز وصوفيا دي ميلو برينر اندرسون وأنطونيو لوبو أنتونيس وميغيل تورغا. يتميز جوزيه ساراماجو ويتمتع بشعبية خاصة حيث حاز على جائزة نوبل للأدب عام 1998.

### المطبخ
يتنوع المطبخ البرتغالي حيث يستهلك البرتغاليون الكثير من سمك القد المجفف (باكالياو) وتوجد المئات من الوصفات التي تحتويه، حيث تزيد أعداد أطباق سمك القد عن أيام السنة. هناك طبقا أسماك آخران ذوا شعبية: السردين المشوي وكالديرادا وهو حساء أساسه البطاطس يصنع من عدة أنواع مختلفة من الأسماك أو اللحوم أو حتى الخضروات. من وصفات اللحوم النموذجية البرتغالية والتي يمكن أن تضم لحم البقر أو الخنزير أو الضأن أو الدجاج كوزيدو آ بورتوغيزا وفيجوادا وفرانجو دي شوراسكو وليتاو (خنزير مشوي) وكارني دي بوركو آ ألينتيخانا.
تشمل الوجبات السريعة النموذجية سندويشات فرنسيسنيا من بورتو وبيفانا (لحم الخنزير المشوي) أو بريغو (لحم البقر المشوي) وهي معروفة جيداً في جميع أنحاء البلاد. تعود أصول المعجنات البرتغالية إلى الأديرة الكاثوليكية في العصور الوسطى حيث انتشرت على نطاق واسع في جميع أنحاء البلاد. تمكنت هذه الأديرة وذلك باستخدام عدد قليل جداً من المكونات (معظمها من اللوز والدقيق والبيض وبعض المشروبات الكحولية) من خلق طائفة واسعة من المعجنات المختلفة، منها باستييس دي بيليم (أو باستييس دي ناتا) وفي الأصل من لشبونة، وأوفوس موليس من أفيرو. المطبخ البرتغالي متنوع جداً حيث تتمتع كل منطقة بأطباق تقليدية خاصة. يمتاز البرتغاليون بثقافة الطعام الجيد في جميع أنحاء البلاد وهناك عدد لا يحصى من المطاعم الجيدة وتاسكا النموذجية.
يمتاز النبيذ البرتغالي بالاعتراف الدولي منذ زمن الإمبراطورية الرومانية التي ربطت البرتغال بالإله باخوس. يعرف البلد اليوم بعشاق النبيذ كما فاز نبيذ البلاد بجوائز دولية عديدة. بعض أشهر أنواع النبيذ البرتغالي: فينيو فيردي وفينيو ألفارينيو وفينيو دو دورو وفينيو ألينتيخو وفينيو دو داو وفينيو دا بايرادا ومن النبيذ حلوة المذاق: نبيذ بورتو ونبيذ ماديرا وموسكاتيل من سيتوبال وفافايوس. نبيذ بورتو معروف جيداً في جميع أنحاء العالم كما أن نبيذ منطقة دويرو هو الأقدم في العالم.

### الموسيقى

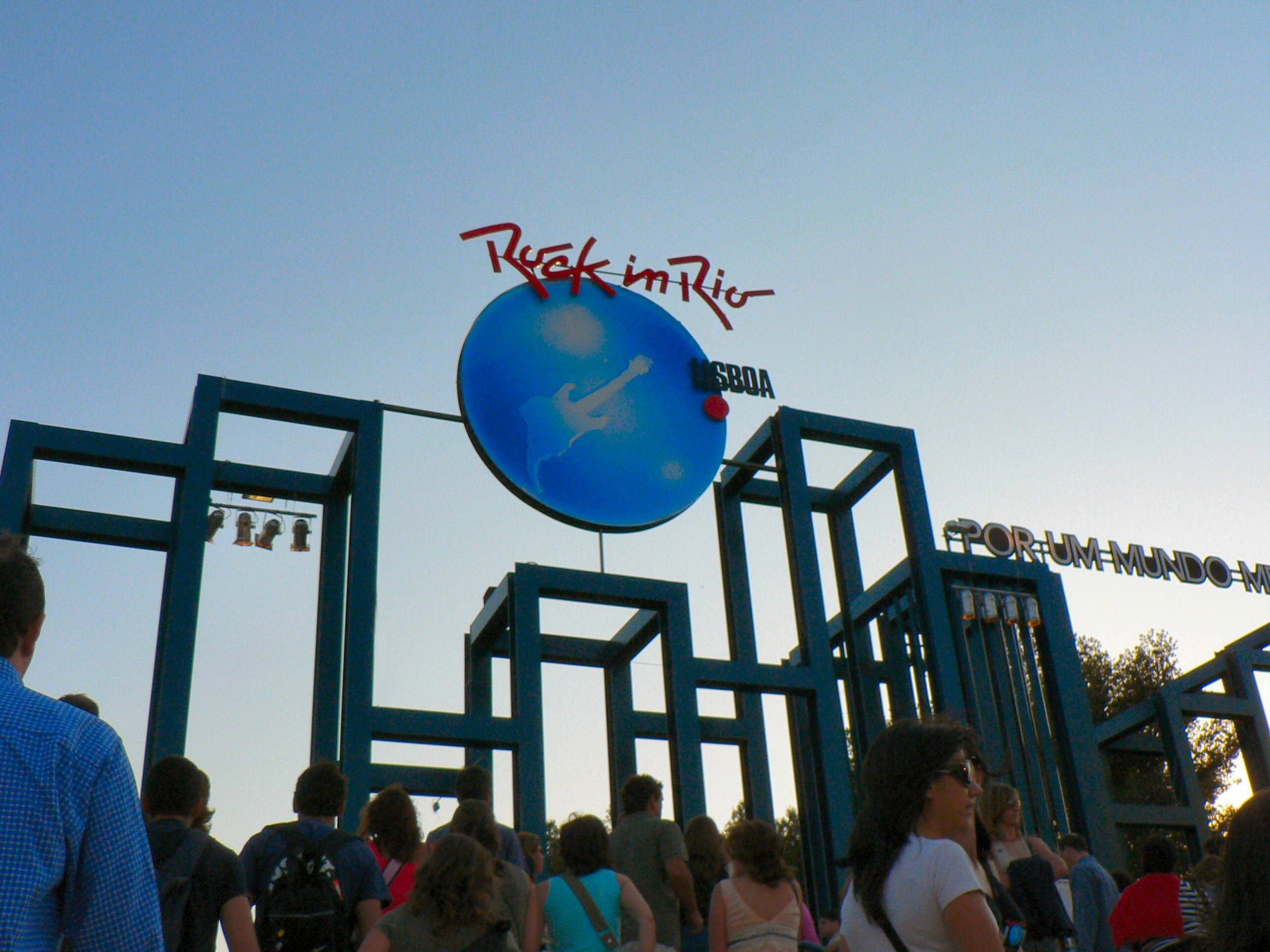
مدخل مهرجان روك إن ريو في لشبونة

تتميز الموسيقى البرتغالية بمجموعة واسعة من الأنواع. أكثرها شهرة هو فادو وهي موسيقى حزن حضرية عادة ما ترتبط بالإيتار البرتغالية وساودادي أو الحنين. كويمبرا فادو هو نوع فريد من الفادو. من الفنانين ذوي الشهرة العالمية أماليا رودريغز وكارلوس باريديس وخوسيه افونسو وماريزا وكارلوس دو كارمو وأنطونيو شانيو وميسيا ومادريديوس. من أبرز الفرق الموسيقية البرتغالية خارج البلاد وخاصة في ألمانيا هي فرقة مون سبيل المتخصصة بالغوث ميتال.
بالإضافة إلى الفادو توجد الموسيقى الشعبية أو الفولك. كما يستمع البرتغاليون للبوب وغيرها من الموسيقى الحديثة وبالأخص القادمة من أمريكا الشمالية والمملكة المتحدة فضلاً عن مجموعة واسعة من الفنانين البرتغاليين والبرازيليين. من الفرق ذات الشهرة الدولية بوراكا سوم سيستيما وبلاستيد ميكانيزم وذا غيفت وكلاهما رشح لجائزة إم تي في أوروبا الموسيقية.

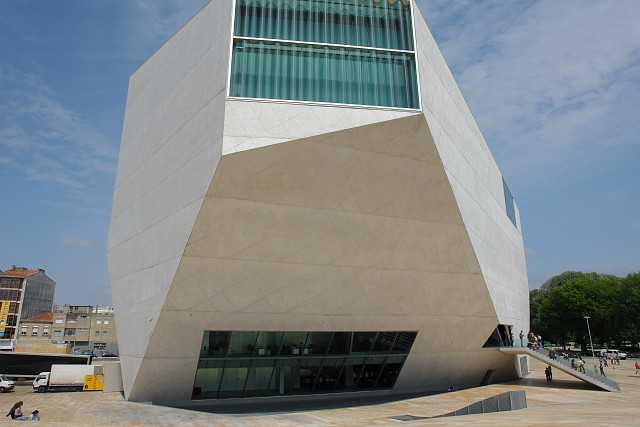
كاسا دا موسيكا في بورتو

يجري في البرتغال العديد من المهرجانات الموسيقية في الصيف مثل مهرجان سودو إيستي في زامبوجييرا دو مار ومهرجان دي باريديس دي كورا ومهرجان فيلار دي موروس قرب كامينيا وأوبتيموس ألايف! وروك إن ريو لسبوا وسوبر بوك سوبر روك ومهرجان أفانتي! في منطقة لشبونة. أما خارج موسم الصيف فتمتلك البرتغال عدداً كبيراً من المهرجانات ومصممة لجمهور المدن مثل فلوفيست أو هيب هوب بورتو. علاوة على ذلك بوم فيستيفال هو أحد أكبر مهرجانات غوا ترانس الدولية ويجري في وسط البرتغال مرة كل سنتين. مهرجانات الطلاب في كييما داس فيتاس هي أيضاً أحداث موسيقية رئيسية في عدد من المدن في مختلف أنحاء البرتغال. في عام 2005 استضافت البرتغال حفل توزيع جوائز إم تي في أوروبا في بافيلياو أتلانتيكو في لشبونة.
تعتبر رقصة فاندانغو إحدى أشهر الرقصات الإقليمية.
في مجال الموسيقى الكلاسيكية يمثل البرتغال أسماء مثل عازف البيانو ارتور بيزارو وماريا جواو بيريس وسيكويرا كوستا وفي الماضي عازف التشيلو الكبير سوغيا غيليرمينا. ومن أبرز الملحنين خوسيه فيانا دا موتا وكارلوس سيخاس وجواو دومينغوس بومتيمبو وجواو دي سوسا كارفاليو ولويس دي فريتاس برانكو وتلميذه جولي براغا سانتوس وفرناندو لوبيز غراسا وايمانويل نونيس وسيرجيو ازيفيدو.

### الفن التشكيلي
تاريخ البرتغال غني باللوحات الفنية. أول الرسامين المشهورين يعود بتاريخه إلى القرن الخامس عشر من أمثال نونو غونسالفيس وكانوا جزءاً من الفترة القوطية. خوسيه ماليوا والمعروف بعمله «فادو» وكولومبانو بوردالو بينييرو (الذي رسم لوحات لتيوفيلو براغا وانتيرو دي كينتال) كانوا من المراجع في فن الرسم الطبيعي.
شهد القرن العشرون وصول الحداثة ومعها جاء أبرز الرسامين البرتغاليون من أمثال اماديو دي سوزا كاردوسو الذي تأثر بشدة بالرسامين الفرنسيين ولا سيما من جانب ديلوناي. من بين أعماله المعروفة كونساو بوبيولار آ روسا أي أو فيغارو. رسام آخر كبير من مدرسة الحداثة الرسام الكاتب ألمادا نغرييروس وهو صديق للشاعر فرناندو بيسوا والذي رسم لوحة شخصية لبيسوا. تأثر بشدة بالاتجاهين التكعيبي والمستقبلي. من الشخصيات الدولية البارزة في مجال الفنون البصرية في الوقت الحاضر الرسامين فييرا دا سيلفا وخوليو بومار وباولا ريغو.

### الرياضة

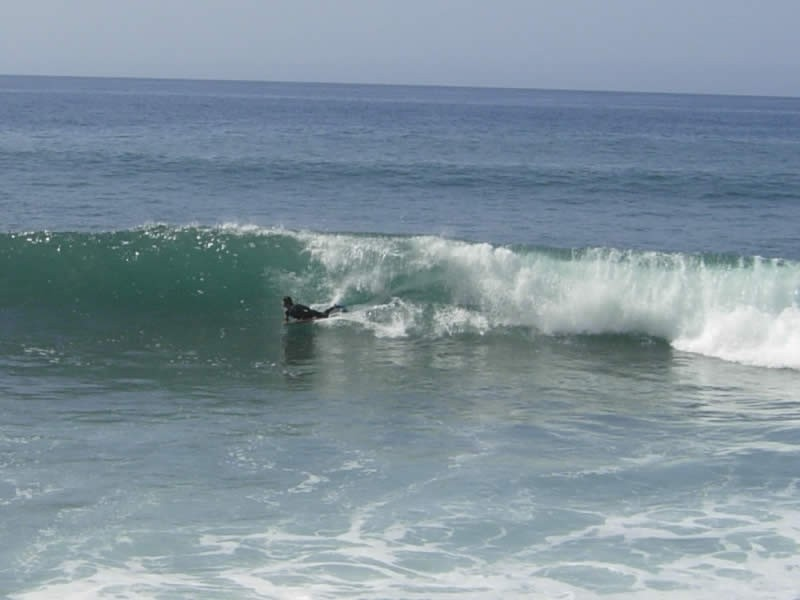
بطولة العالم لركوب الأمواج في ماديرا.

رغم كون كرة القدم الأكثر شهرة في البلاد تنافس العديد من الأندية الرياضية في رياضات أخرى مثل كرة السلة وكرة القدم الخماسية وكرة اليد والكرة الطائرة.
تمتلك البرتغال فريق هوكي ناجح حصد 15 لقباً عالمياً و20 لقباً أوروبياً مما جعلها أكثر البلاد فوزاً في كلا المسابقتين. أنجح الأندية البرتغالية في الهوكي هو نادي بورتو وبنفيكا وأوكي دي بارسيلوس. أحرز منتخب اتحاد الرجبي الوطني تأهلاً درامياً في تصفيات كأس العالم للركبي 2007 وأصبح أول فريق هواة كامل يتأهل لنهائيات كأس العالم منذ فجر عصر الاحتراف. أبدى الفريق الوطني البرتغالي السيفنز للركبي أداء جيداً ليصبح واحداً من أقوى الفرق في أوروبا وأثبتوا وجودهم كأبطال لأوروبا في عدة مناسبات.
في ألعاب القوى فاز البرتغاليون بعدد من ميداليات الذهب والفضة والبرونز في أوروبا والعالم ودورة الألعاب الأولمبية. ركوب الدراجات ذو شعبية أيضاً حيث فولتا آ بورتوغال السباق الأكثر أهمية وهو أيضا حدث رياضي شعبي ويشمل فرق الدراجات المحترفين مثل بنفيكا وبوافيستا وتافيرا ومايا. كما أحرزت البلاد عروضاً بارزة في الألعاب الرياضية مثل المبارزة والجودو والتجديف والإبحار وركوب الأمواج والرماية والثلاثي وركوب الرياح كما تملك العديد من الألقاب الأوروبية والعالمية. حصلت البرتغال أيضاً على العديد من الميداليات في دورات ألعاب ذوي الاحتياجات الخاصة مثل السباحة والبولينغ المصارعة.
في رياضات السيارات تعرف البرتغال عالمياً برالي البرتغال وسباقي استوريل وألغارف، بينما يشتهر تياغو مونتيرو كسائق سباقات برتغالي ناجح، بعد أن شارك في سلسلة البطل العالمي للسيارات في الولايات المتحدة والفورمولا ون بين عامي 2005 و2006 وآخرها بطولة العالم لسيارات السياحة.
تمتلك شمال البرتغال فنون دفاع عن النفس خاصة بها مثل جوغو دو باو حيث يستخدم المقاتلون عصياً أو قضباناً لمواجهة واحد أو عدة منافسين.
في رياضة الفروسية فازت البرتغال فقط ببطولة العالم للباتو في 2006 وحققت المركز الثالث في أول كأس العالم لكرة الخيل (نظمت في بونتي دي ليما في البرتغال في عام 2008) كما حققت عدة انتصارات في بطولة كأس العامل الأوروبية الفروسية.

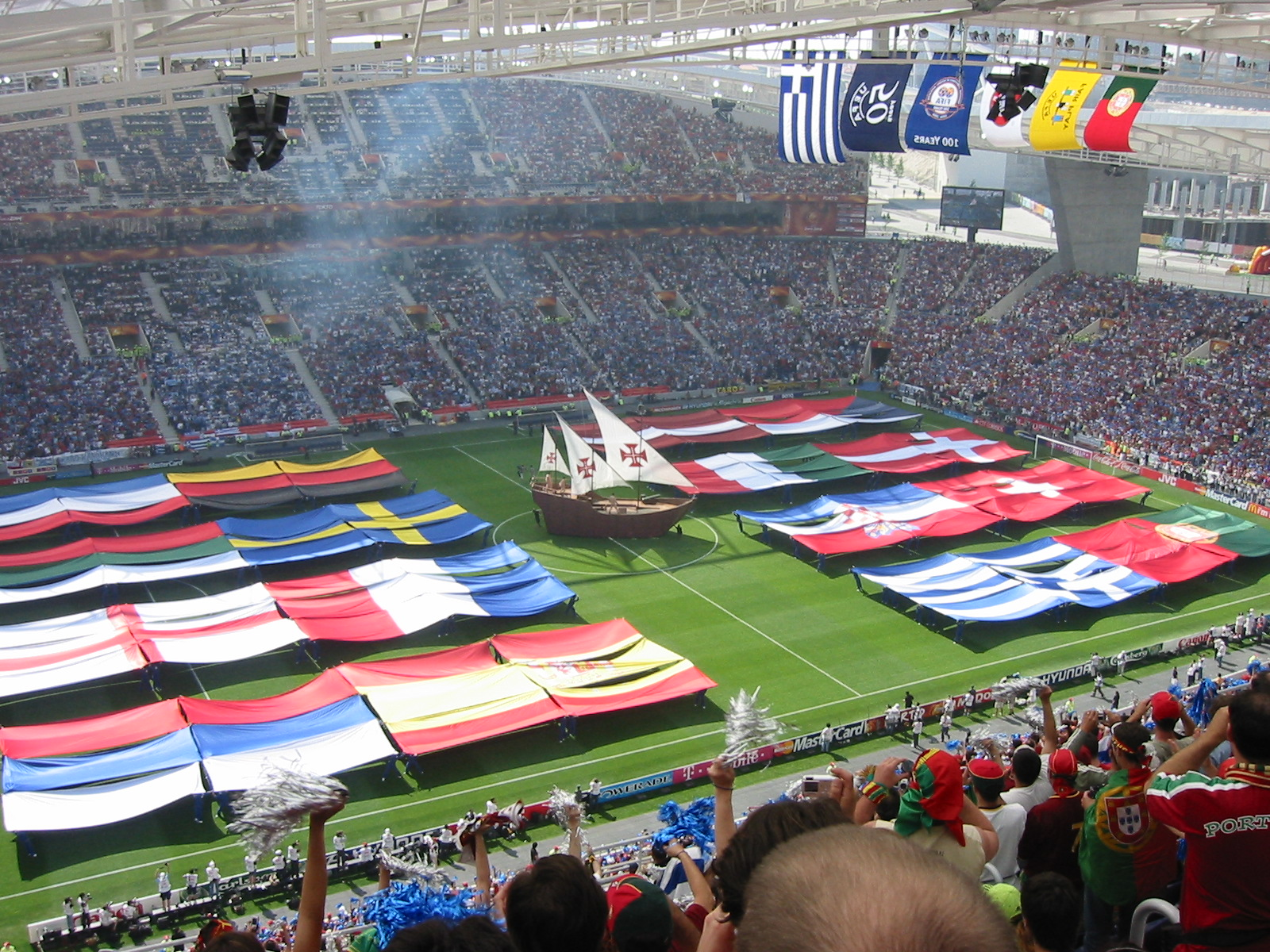
الحفل الافتتاحي ليورو 2004 في استاديو دراغاو في بورتو.

#### كرة القدم
كرة القدم هي الرياضة الأكثر شعبية ويعتبر الدوري البرتغالي لكرة القدم واحداً من أفضل الدوريات في العالم. أندية بنفيكا وبورتو وسبورتينغ لشبونة هي أكبر الأندية الرياضية من حيث عدد الجوائز التي فازوا بها. حصدت تلك الأندية 12 لقباً في المسابقات الأوروبية. وفاز بجائزة أفضل لاعب كرة قدم في العالم لاعبان هما لويس فيجو وكرستيانو رونالدو. كما يشتهر من بين المدربين خوسيه مورينيو وكارلوس كيروش ومانويل خوزيه.
حصد المنتخب البرتغالي المركز الثالث في كأس العالم 1966، تأهل المنتخب البرتغالي لنهائيات كأس العالم 2002 ولكنه خرج من الدور الأول بفوز واحد فقط، بينما وصل المنتخب لنهائي أمم أوروبا 2004 ولكنه خسر من اليونان بهدف نظيف. وفي نهائيات كأس العالم 2006 حصل المنتخب البرتغالي على المركز الرابع بعدما خسر من المنتخب الألماني بنتيجة 1:3. وفي أمم أوروبا 2008 وصل المنتخب البرتغالي للدور ربع النهائي وخسر من ألمانيا 3:2. وتأهل المنتخب البرتغالي عن طريق الملحق المؤهل لنهائيات كأس العالم 2010 ووصل للدور الثاني حيث أنه خسر من المنتخب الأسباني 0:1.

### الأعياد والعطلات الرسمية
| التاريخ                    | الاسم بالعربية            |
| -------------------------- | ------------------------- |
| 1 يناير / كانون الثاني     | يوم رأس السنة             |
| 6 يناير / كانون الثاني     | عيد الغطاس                |
| متبدل                      | أحد الفصح                 |
| 25 نيسان / أبريل           | عيد التحرير               |
| 1 مايو/ أيار               | يوم العمال                |
| 10 يونيو /حزيران           | يوم البرتغال              |
| 15 أغسطس/ آب               | عيد انتقال العذراء        |
| 5 أكتوبر/ تشرين الأول      | عيد الجمهورية             |
| 1 نوفمبر / تشرين الثاني    | جميع القديسين             |
| 1 ديسمبر/ كانون الأول      | يوم إعادة إنشاء الجمهورية |
| 8 ديسمبر / كانون الأول     | الحبل بها بلا دنس         |
| 25-26 ديسمبر / كانون الأول | عيد الميلاد               |

## التصنيفات الدولية
| المنظمة                       | المسح                    | الترتيب   |
| ----------------------------- | ------------------------ | --------- |
| معهد الاقتصاد والسلام         | مؤشر السلام العالمي      | 13 من 144 |
| مؤشر كي.أو.إف للعولمة         | مؤشر العولمة             | 8 من 181  |
| برنامج الأمم المتحدة الإنمائي | مؤشر التنمية البشرية     | 34 من 182 |
| الشفافية الدولية              | مؤشر الفساد              | 35 من 180 |
| المنتدى الاقتصادي العالمي     | تقرير التنافسية العالمية | 43 من 133 |

## وصلات خارجية
- موقع رسمي سياحي
- موقع رئيس الجمهورية
- موقع الحكومة
- موقع البرلمان